# Char B1
De Char B1 is een zware Franse tank uit het Interbellum.
In 1921 gaf het Franse leger opdracht tot het ontwikkelen van een pantserrupsvoertuig waarvan het kanon in de romp krachtig genoeg moest zijn om een doorbraak van het vijandelijke front effectief te
ondersteunen door het vernietigen van veldversterkingen en het verslaan van tanks van de tegenstander. In 1925 werd een ontwerp gekozen uit vier prototypen. Een eerste testvoertuig daarvan kwam in 1930 gereed en kreeg de naam Char B. Vooraan in de romp had het een 75 mm houwitser die horizontaal alleen bewogen kon worden door het hele voertuig te draaien; een hydraulische transmissie zorgde ervoor dat dit zeer precies kon gebeuren en de bestuurder
was zo tegelijk schutter van het kanon.
Nadat lang was geaarzeld of men toch niet een lichter of juist zwaarder alternatief zou aanschaffen, werd in 1934 een definitieve bestelling gedaan van een 28 ton zware versie, de Char B1, die beschermd werd met 40 mm pantserplaten en bovenop als extra bewapening een gietstalen toren met 47 mm kanon droeg. Hiervan zijn in de periode van eind 1935 tot midden 1937 34 voertuigen gebouwd. Daarna ging men over op de productie van een verbeterde versie van 31 ton met 60 mm bepantsering en een langer en dus krachtiger 47 mm antitankkanon, de Char B1 bis, waarvan er tot juni 1940 369 geproduceerd zouden worden door een samenwerkingsverband van verschillende fabrikanten. De productie werd gehinderd door nationalisaties en stakingen, maar vooral doordat het ontwerp erg ingewikkeld was en daardoor duur. Omdat het ook verouderd begon te raken, wilde men het vervangen door een moderner type; vanwege de oorlogsdreiging werd dat echter uitgesteld. Wel zijn er nog twee prototypen gebouwd van een verbeterde versie, de Char B1 ter.
Na de Duitse inval van mei 1940 waren de Char B1's tijdens de Slag om Frankrijk geconcentreerd in vier pantserdivisies van de Infanterie. Deze waren speciaal ingericht voor het ondersteunen van een doorbraak. Ze waren daardoor niet uitgebalanceerd genoeg, met voldoende eigen infanterie of artillerie, om zelfstandig in een bewegingsoorlog effectief slag te kunnen leveren met hun Duitse tegenhangers. De Char B1 zelf was ook te onderhoudsgevoelig en door een hoog brandstofverbruik had hij onvoldoende rijbereik voor het snel afleggen van grotere afstanden. Het lukte het Franse leger dan ook niet om met de Char B1's de verrassende massale opmars van de Duitse tanks door de Ardennen na het oversteken van de Maas een halt toe te roepen, hoewel ze door hun betere pantsering en bewapening in een direct gevecht meestal de meerdere waren.
Na de Franse nederlaag in juni 1940 gebruikten de Duitsers voor de verdere duur van de Tweede Wereldoorlog buitgemaakte voertuigen die soms waren omgebouwd tot vlammenwerper of gemechaniseerde artillerie.

## Ontwikkelingsgeschiedenis

### Het plan voor eenChar de Bataille
Vlak na de Eerste Wereldoorlog bezat Frankrijk de grootste tankvloot ter wereld. Een groot gedeelte daarvan gold als zeer modern: de vele duizenden lichte infanterietanks van het type Renault FT 17. De zwaardere tanks echter, zoals de Schneider en St Chamond van eigen fabricaat en de Mark V die van de Britten was verworven, waren door de snelle technologische ontwikkeling binnen enkele jaren al volstrekt verouderd geraakt. Er liep al wel een project voor een superzware tank, de Char 2C, maar deze tank was te duur om in een groot aantal te produceren. Er bestond dus behoefte aan een wat zwaardere moderne slagtank met een sterk kanon, die zowel de infanterie kon ondersteunen door vijandelijke stellingen te vernietigen, als zelfstandig het gevecht aan kon gaan met vijandelijke tanks — een geheel nieuwe functie die in de afgelopen strijd niet relevant was geweest omdat de Duitsers nauwelijks tanks hadden gehad. De allereerste voorlopige aanwijzingen van het opperbevel voor de toekomstige tankontwikkeling van juli 1919, die waren beïnvloed door een nota van 25 mei, Mémoire sur les missions des chars blindés en campagne, van de "Vader van het Franse Tankwapen", generaal Jean-Baptiste Eugène Estienne, voorzagen al in zo'n Char de Combat. Estienne vond de strijd met andere tanks de belangrijkste taak.

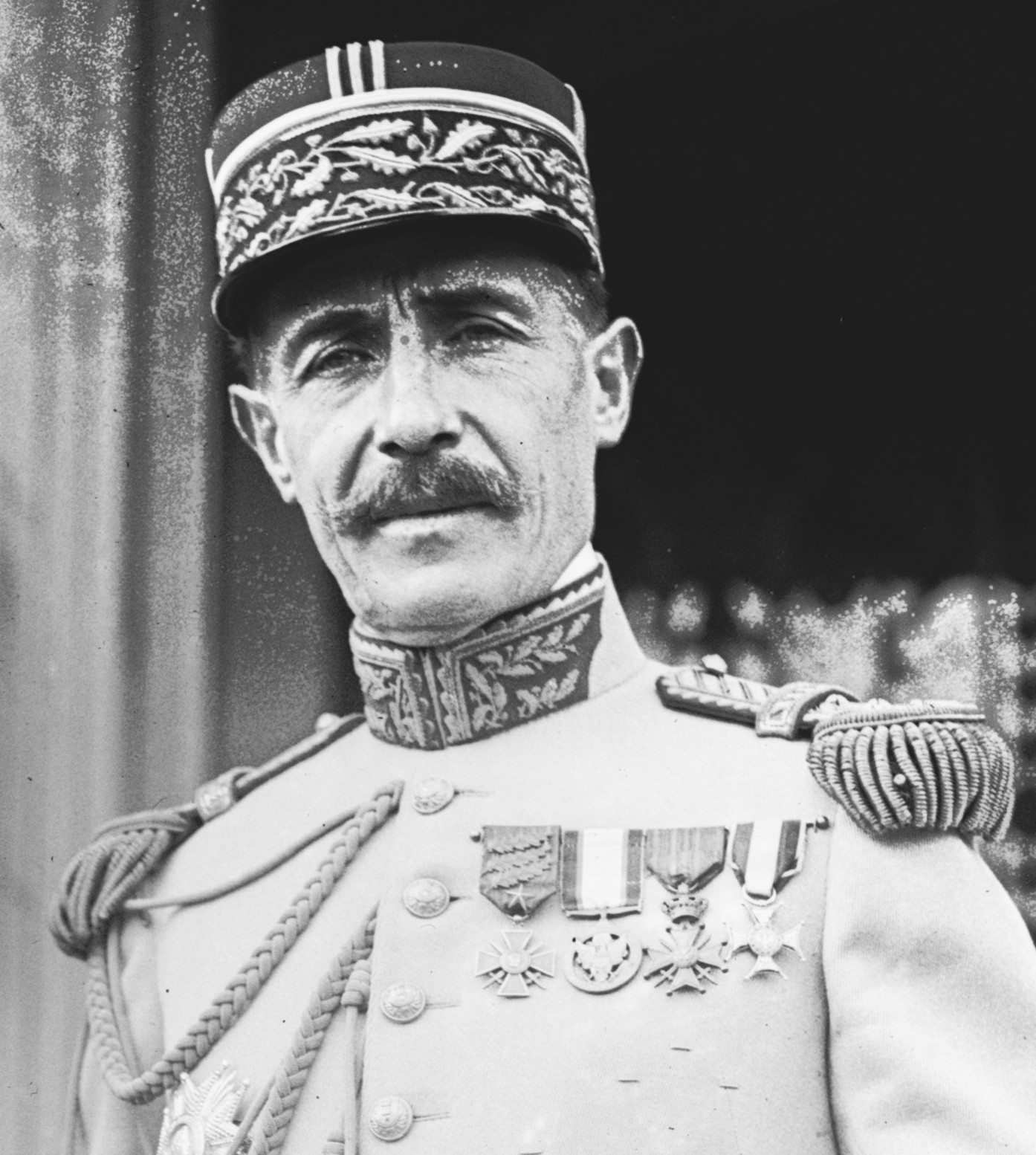
Generaal Edmond Buat

In juli 1920 kwam het tot het opstellen van een studieprogramma, vol gespecialiseerde typen. Dat werd al gauw te duur en te offensief bevonden. Naarmate men minder het gevoel had in een oorlogstoestand te verkeren, daalden de materieelbudgetten in omvang. Het afgeslankte programma — dat in januari 1921 werd gepresenteerd door een commissie onder leiding van generaal Edmond Buat — bevatte echter nog steeds een Char de Bataille, een "slagtank". Die moest echter zo goedkoop mogelijk zijn. Dit hoopte men te bereiken door twee maatregelen: het voertuig moest, net als de eerste Franse tanks, de kenmerken bezitten van wat in moderne termen een gemechaniseerd geschut heet, dus het hoofdwapen in de romp hebben, zodat de kosten van een dure grote koepel uitgespaard werden; de functies van infanterieondersteuning en slagtank moesten gescheiden worden door twee versies te produceren, de ene met een 75 mm houwitser, de ander met een 47 mm antitankkanon. Die versies moesten wel zo veel mogelijk aan elkaar gelijk zijn, opnieuw om de kosten te drukken. De eisen leidden tot deze lijst van specificaties:
- een maximumgewicht van dertien ton
- een maximumbepantsering van 25 millimeter
- een zo laag mogelijke romp, mede om recht in lage schietspleten van kazematten te kunnen vuren
- bovenop een torentje met een of twee mitrailleurs voor de nabijverdediging tegen vijandelijke infanterie
- een kanon van 75 of 47 millimeter waarvan, om ruimte te besparen, de zwenking tot stand gebracht moest worden door de hele romp te draaien
- een munitievoorraad van honderd granaten voor het kanon en vijfduizend voor de mitrailleurs
- een zo krachtig mogelijke motor, mede om een toekomstige verzwaring van het pantser mogelijk te maken, met een vermogen van minstens acht pk per ton
- een waadvermogen van 1,3 meter
- een rijbereik van acht à tien uur
- een bemanning van maximaal drie -, en liefst twee personen

### Vier projecten

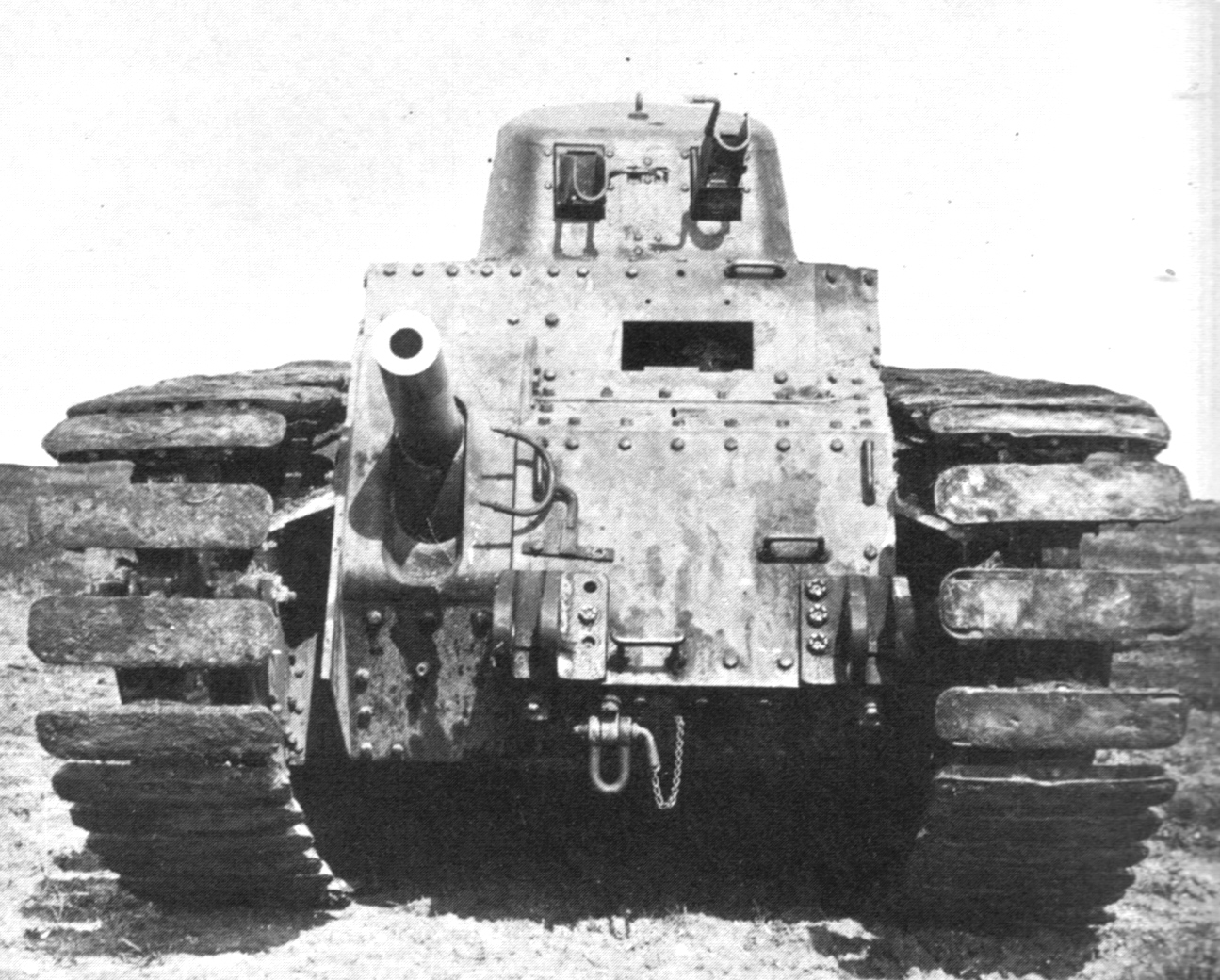
Het SRA-prototype, dat aan de voorkant al veel leek op de latere Char B1

De Franse industrie had veel belangstelling voor het project. In het verleden had zoiets nogal eens aanleiding gegeven tot grote rivaliteit, waarbij de verschillende fabrikanten elkaar zo veel mogelijk dwarszaten en bij militairen en politici lobbyden tot omkoping aan toe. Ook in de toekomst zou dat weer gebeuren, maar in dit geval namen de militaire autoriteiten de teugels strak in handen. Estienne, op dat moment inspecteur-generaal der tanks, bepaalde vooraf dat wie mee wilde doen alle informatie moest uitwisselen, dat militaire ingenieurs de projecten zouden begeleiden, en dat men moest toestaan dat het leger zich alle octrooien voor technische innovaties toe-eigende en de beste kenmerken van ieder project zou verenigen tot een samengestelde tank. Hij vroeg de fabrikanten "tot een onderlinge verstandhouding te komen, vrij van ieder gevoel van industriële concurrentie". Dit leidde tot een zeldzaam cordiale samenwerking, maar het was ook strijdig met het streven een goedkoop voertuig te ontwikkelen. Van echte competitie was immers geen sprake meer en er was geen stimulans om een compromis tussen gewenste eigenschappen te bereiken teneinde binnen een bepaald budget te blijven. Al snel liet men bijvoorbeeld de gewichtslimiet vallen.

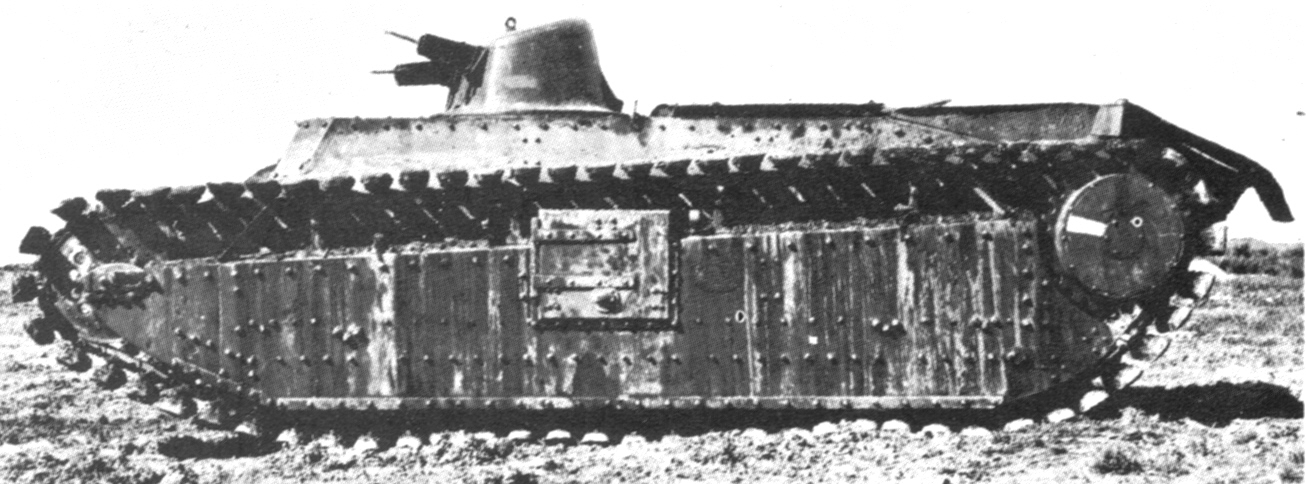
...maar van de zijkant bekeken veel minder

Nog voor er echter opdrachten konden worden gegeven, meldde fabrikant Delaunay-Belleville zich met het onverwachte nieuws dat men de Char de Bataille al klaar had. Dat bleek echter toch wat voorbarig te zijn. Het bedrijf had tijdens de oorlog FT 17's geproduceerd: één daarvan had men in 1920 verlengd, van een 100 pk motor voorzien en de ophanging had men zodanig verbeterd dat de snelheid verviervoudigde naar 20 km/u, ondanks een toeneming van het gewicht naar 14,3 ton. Het voertuig had niet geconstrueerd kunnen worden aan de hand van de specificaties: men voldeed bijvoorbeeld niet aan de eis van een kanon in de romp, waar men slechts twee mitrailleurs extra had ingebouwd, links en rechts van de bestuurder, te bedienen door een derde bemanningslid dat achter hem moest plaatsnemen. Het bedrijf bood aan dat te verhelpen maar dit werd meteen afgewezen: zo'n opgelapt bestaand type was niet bepaald wat men voor ogen had.

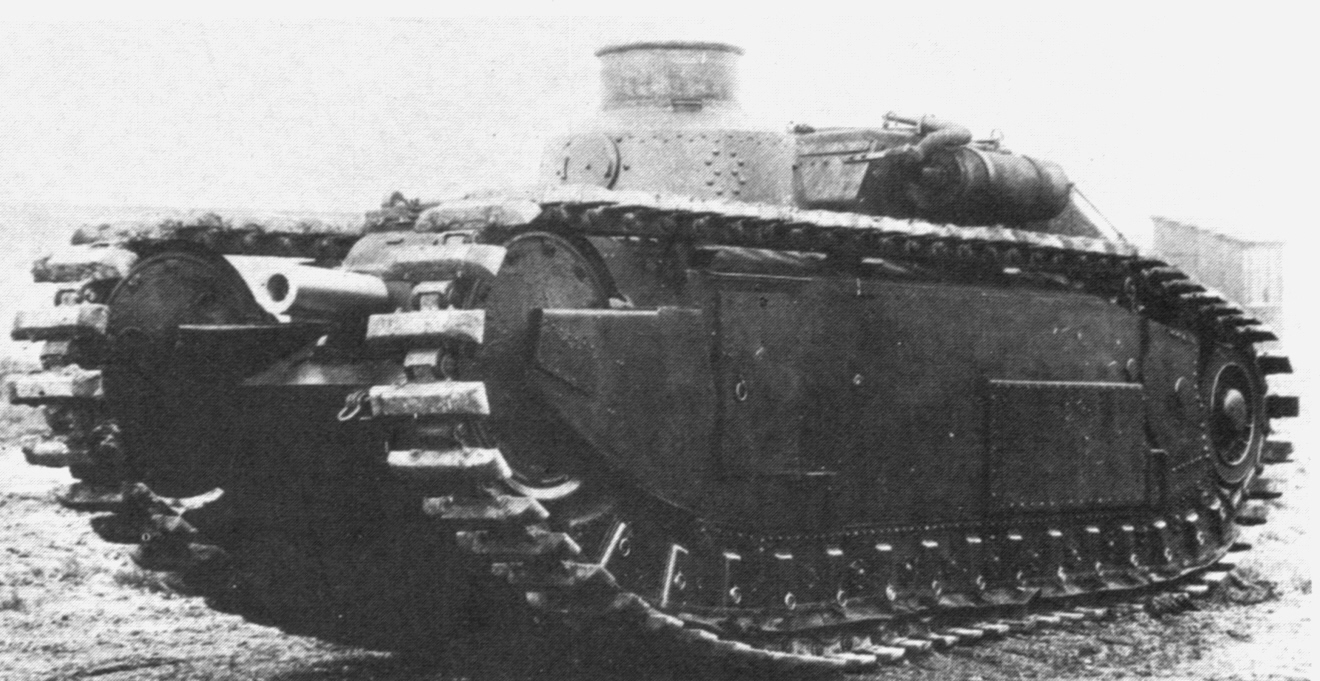
De FCM 21 leek op een verkleinde Char 2C

In 1921 kregen de serieuze kandidaten een contract om prototypen te ontwikkelen. Dat betrof allereerst een samenwerkingsverband tussen Schneider en Renault dat twee voertuigen zou ontwerpen: de SRA en de SRB. Verder kreeg de Forges et Aciéries de la Marine et d'Homécourt, ofwel Saint Chamond, een opdracht. Dat project noemde men simpelweg FAMH; de Forges et Chantiers de la Méditerranée zou een FCM 21 ontwerpen. Om de gewenste goede verstandhouding te bevorderen werden totaalorders voor duizend exemplaren in het vooruitzicht gesteld, waarbij de bedrijven al bij voorbaat een quota kregen: 250 voor zowel Renault als Schneider, 125 voor Saint Chamond en FCM en 83 voor Delaunay-Belleville. De overige 167 zouden door de Staat toebedeeld worden aan de "meest aangewezen" producent, waarvan een ieder begreep dat dit degene zou zijn die op tijd betrouwbaar materieel wist te leveren.

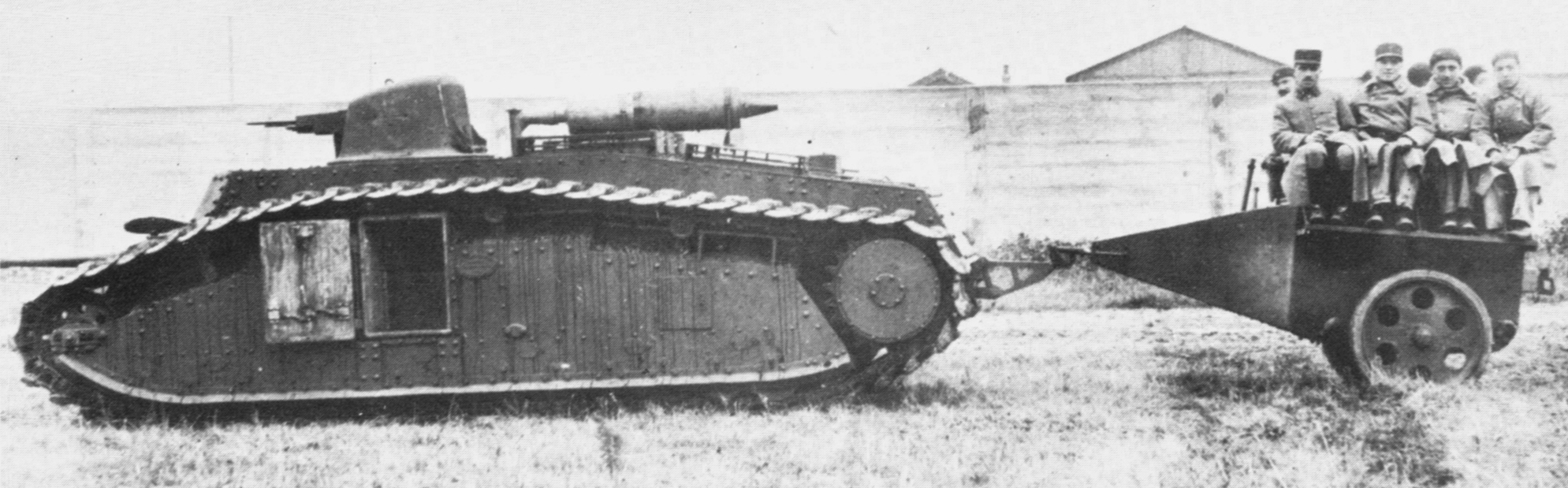
Het SRB-prototype, hier met aanhanger voor brandstof

Op 13 mei 1924 konden de voertuigen vergeleken worden op het terrein van het Atelier de Rueil, waar ze een parcours van twintig kilometer aflegden.
De SRA was het zwaarst met 19 ton. Het had een 75 mm houwitser rechts in de romp en daarboven een gegoten torentje met twee machinegeweren. De bepantsering was maximaal 30 millimeter dik. De romp werd gezwenkt door een epicyclische transmissie gecombineerd met hydraulisch bekrachtigde remschijven. De vering bestond uit bladveren.
De op de SRA lijkende SRB was iets langer, maar ook lichter. Ondanks eenzelfde door Renault tot zes-cilinder omgebouwde, of beter gezegd gehalveerde twaalf-cilinder vliegtuigmotor van 180 pk kon het zo een iets hogere maximumsnelheid halen: 18 in plaats van 17,5 km/u, wat ook bevorderd werd door een geavanceerd hydraulisch veringssysteem. Per zijde waren drie hoofdstangen, hun hydrauliek per paar verbonden met de stang van de tegenoverliggende zijde; iedere stang droeg een onderstel dat weer aan twee kleinere onderstellen verbonden was die ieder een paar loopwielen droegen. In de positie van de 75 mm bevond zich een lang 47 mm kanon. Dat werd gezwenkt door een hydraulische Naeder-transmissie, genoemd naar de uitvinder van het bedrijf Chaize, die het in combinatie met een Fieux-koppeling, een dubbel differentieel en slippende versnellingen mogelijk maakte de hele romp in iedere gewenste draaicirkel te roteren. De rupsband liep bovenaan veel hoger, zodat er een zijdeur aangebracht kon worden.

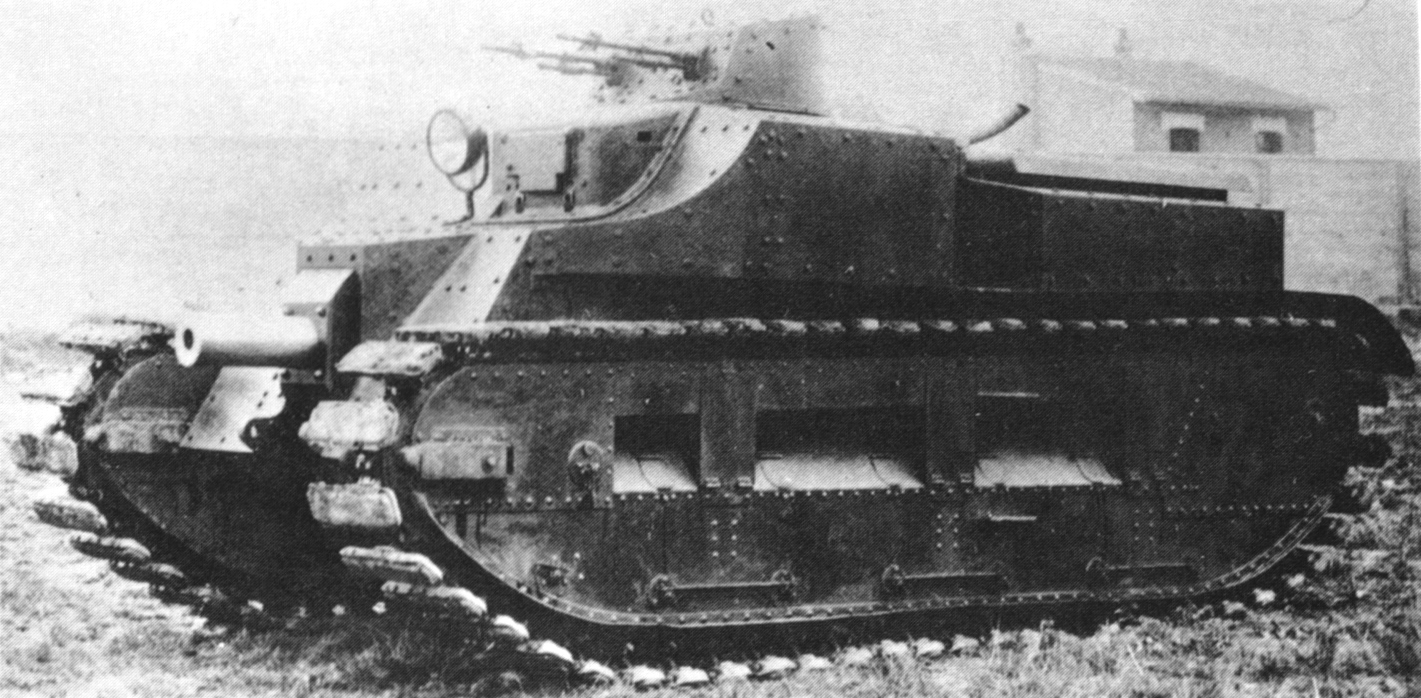
Het prototype van FAMH

De FAMH, die wel wat weg had van de Britse Vickers Medium Tank, was lichter met 17 ton, had een robuust recht ophangingssysteem, een aparte hydraulische Jeanny-transmissie per rupsband, een torentje met klinknagels, een 75 mm houwitser in het midden van de romp, een Panhard 120 pk motor en 25 mm pantsering. Die laatste drie eigenschappen had ook de FCM 21, die er echter verder uitzag als een verkleinde Char 2C, inclusief een grote conische toren met stroboscopisch vizier, met 6,5 meter ook het langst was maar met 15,64 ton het lichtst. De FCM 21 kon naast de bemanning ook nog drie infanteristen meenemen. Het kanon werd gericht door een bak met slippende versnellingen gecombineerd met aparte koppelingen voor iedere rupsband. De FCM 21 had geen echte vering: twaalf paar loopwielen per zijde draaiden in een bovenliggende rail die vast met de romp verbonden was. Wel konden, net als bij de SRA, de houten loopvlakken van iedere rupsbandschakel wat rollen, zodat ze zich beter aan het terrein konden aanpassen, een imitatie van het Britse snake track-systeem, wat toen erg in de mode was. De eigenschappen van de vier typen in vergelijking (naar Touzin, 1976):
|                | SRA                                  | SRB                                  | FAMH                                 | FCM 21                               |
| -------------- | ------------------------------------ | ------------------------------------ | ------------------------------------ | ------------------------------------ |
| Gewicht        | 19,5 ton                             | 18,5 ton                             | 17 ton                               | 15,64 ton                            |
| Bewapening     | 75 mm drie 7,5 mm mitrailleurs       | 47 mm drie 7,5 mm mitrailleurs       | 75 mm drie 7,5 mm mitrailleurs       | 75 mm drie 7,5 mm mitrailleurs       |
| Motorvermogen  | 180 pk V6                            | 180 pk V6                            | 120 pk                               | 120 pk                               |
| Snelheid       | 17,5 km/h                            | 18 km/h                              | 18,2 km/h                            | 17,4 km/h                            |
| Brandstoftank  | 400 liter                            | 370 liter                            | 230 liter                            | 500 liter                            |
| Rijbereik      | 140 km                               | 125 km                               | 70 km                                | 175 km                               |
| Overschrijding | 250 cm                               | 250 cm                               | 200 cm                               | onbekend                             |
| Afmetingen     | 595 cm lang 226 cm hoog 249 cm breed | 600 cm lang 228 cm hoog 250 cm breed | 520 cm lang 240 cm hoog 243 cm breed | 650 cm lang 252 cm hoog 205 cm breed |
| Bodemvrijheid  | 40 cm                                | 41 cm                                | 40 cm                                | 50 cm                                |
| Pantserdikte   | 30 mm toren 25 mm rondom             | 30 mm toren 25 mm rondom             | 25 mm rondom                         | 25 mm rondom                         |
| Bemanning      | 3                                    | 3                                    | 3                                    | onbekend                             |

De beproevingen van 1924 toonden vele problemen aan: eigenlijk hadden alle voertuigen te zwakke motoren, waren ze onbetrouwbaar en moeilijk te onderhouden, vooral omdat motor en transmissie nauwelijks te bereiken waren zonder het voertuig te demonteren. De SRA was zo krakkemikkig dat het chassis verbogen raakte tijdens de rijtesten.
In maart 1925 werd door Estienne een besluit genomen over de nieuwe eigenschappen van de productieversie. Die zou de algemene vorm van de SRB moeten hebben, inclusief Renault-motor, Fieux-koppeling, Naeder-transmissie en Schneider-versnellingsbak maar met een 75 mm kanon. De Naeder bleek verreweg het soepelste systeem; dat van de SRA was volledig ongeschikt omdat het via de remmen werkend bij het richten geen kalme fijnafstelling mogelijk maakte. De tank zou echter de Holt-rupsband van de FCM 21 gebruiken, welke fabriek in het kader van de Char 2C-ontwikkeling een speciaal onderzoeksprogramma daarvoor had uitgevoerd, vooral gericht op een gelijkmatige gewichtsverdeling. Wel moest een extra spanwiel aangebracht worden, te bedienen vanbinnen de tank. Verder zouden ophangingselementen van FAMH toegepast worden — deze hydropneumatische vering zou echter uiteindelijk weer verlaten worden. Om het probleem van de toegankelijkheid op te lossen moest er een gangetje komen vanuit de gevechtsruimte tot in het motorcompartiment door de hele motor naar links te verschuiven. Estienne wenste een pantsering van veertig millimeter vooraan en twintig millimeter aan de zijkanten.

### Char B
In november 1925 kreeg Renault de opdracht een houten maquette op ware grootte te maken. Deze was begin 1926 klaar. Op 17 januari 1926 werd de productie van drie prototype-voertuigen goedgekeurd. Het ontwerp daarvan, voornamelijk het werk van ingenieur Alleaume van Schneider, zou begeleid worden door de STCC, de Section Technique des Chars de Combat. Al de vier betrokken fabrikanten zouden onderdelen leveren, de pantserplaten door degene die het beste staal zou blijken te produceren (Schneider), en de eindassemblage van het eerste voertuig zou Renault uitvoeren. Daarna moesten FCM en FAMH een voertuig leveren. Het type kreeg voorlopig de naam Tracteur 30. Het torentje zou apart ontwikkeld worden door Schneider, opnieuw in coördinatie met de SCTT.
De Direction de l'Infanterie herdefinieerde dat jaar in het Plan 1926 de tactische rol van de Char de Bataille: het primaire doel was nog steeds het bestrijden van vijandelijk geschut en tanks, maar met een grotere klemtoon op de infanterieondersteuning. Van een zeer zware bepantsering was nog geen sprake; die hoefde slechts bestand te zijn tegen machinegeweren en granaatscherven. Zelfs de veertig millimeter die Estienne nodig vond, werd overdreven geacht. De rompplaten zouden dan een ook bepantsering krijgen van 25 millimeter, de bodem en het dak een van tien millimeter; alleen het gegoten torentje had een dikte van dertig millimeter. De superieure bewapening moest iedere tegenstand breken. Een gewicht van 19 à 22 ton was dan ook het voorziene maximum. Ook de mobiliteit was ondergeschikt: een snelheid van 15 km/u werd als voldoende beschouwd, want de tank werd niet geacht zelfstandig achter het vijandelijke front te opereren. Wel moest er een radio aanwezig zijn voor een goede coördinatie met andere wapens. Op 18 maart 1927 werd het contract getekend voor de productie van de drie prototypen. Het eerste voertuig, dat nog gebouwd was van weekstaal in plaats van pantserstaal om eenvoudiger wijzigingen te kunnen aanbrengen, werd in januari 1929 afgebouwd op de bewapening na. Het werd afgeleverd in maart. Het gegoten torentje werd op 23 april geleverd; het kanon kon pas in april 1930 worden ingebouwd.

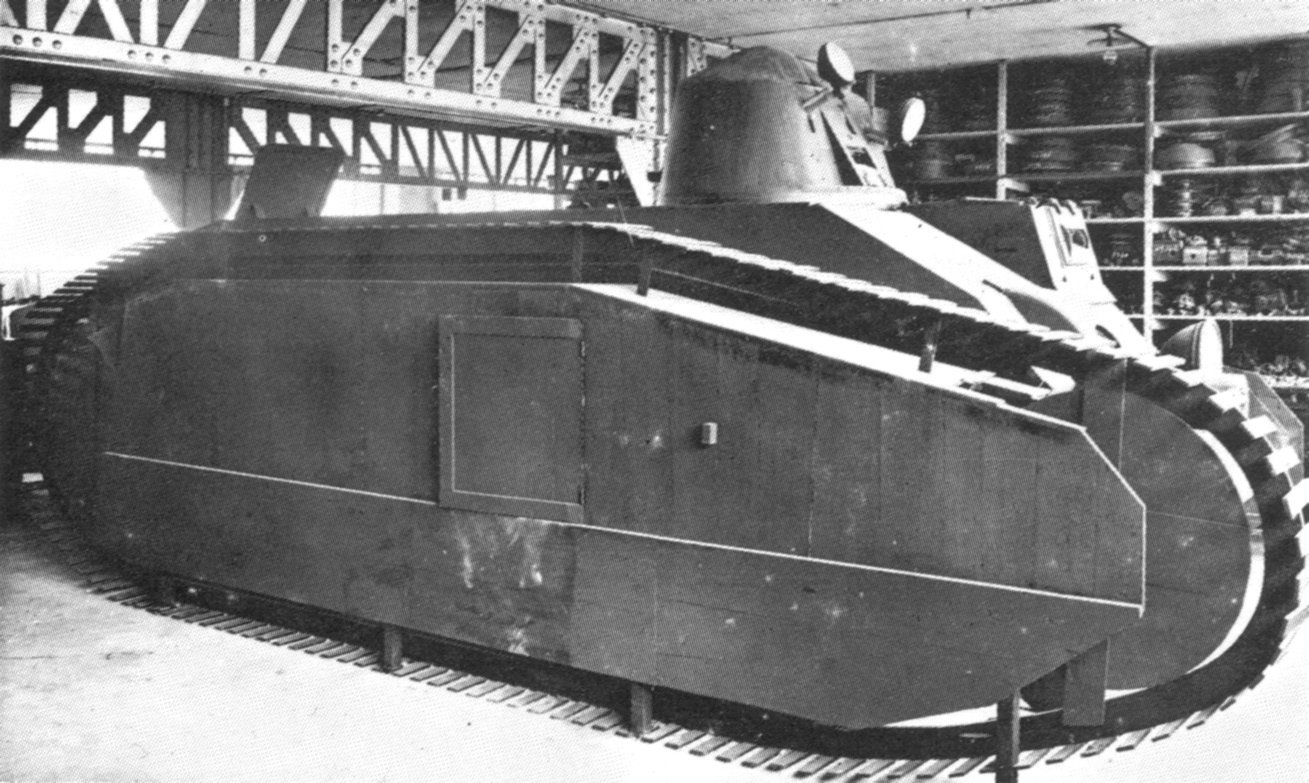
De houten maquette van de Char B

De rijproeven begonnen al eerder en zo had prototype N° 101 begin 1930 al 607 kilometer gereden, waaronder het langste parcours dat toen ooit in Frankrijk een tankprototype in een keer had afgelegd. Het bleek wat zwaarder dan gepland met 24.750 kilogram maar was met 24 km/u toch sneller dan verwacht. Voorzien van bewapening konden de echte testen van gang die liepen van 6 mei tot augustus 1930. De Commission d'Experiences des Matériels de Chars was niet ontevreden over wat nu de Char B heette, hoewel er nog wat verbeterd moest worden aan de ingewikkelde transmissie, de richtmiddelen en de kijkgaten. Overigens betekent Char B niet Char de Bataille zoals wel wordt aangenomen: Franse tanks kregen een letteraanduiding naar gewichtsklasse. Evenmin is de naam "Renault Char B" zoals men weleens leest: bij tanks met "Char" in de officiële typeaanduiding werd dat nooit voorafgegaan door de naam van de fabrikant — daarbij waren er in dit geval ook meerdere producenten.
Toch werd het model niet voor productie goedgekeurd. In de elf jaar sinds de eerste plannen uit 1919 was er veel veranderd. Om te beginnen waren de vijandelijke tanks veel mobieler geworden. De modellen uit de oorlog waren nog grote kolossen geweest die zich stapvoets over het terrein hadden voortbewogen en niet in staat waren om op afstand gericht vuur uit te brengen. Die had men gemakkelijk met een laag gemechaniseerd geschut kunnen naderen en uitschakelen. De tanks die men voor de jaren dertig verwachtte, zouden veel te snel zijn om met de zwenking van de romp te volgen. Daarvoor was een echt antitankkanon nodig in een echte toren. Men liet echter de tweede hoofdfunctie, de infanterieondersteuning met een houwitser, niet vallen. Men besloot een grotere toren op de romp te plaatsen zoals die nu ontworpen was. Dat betekende dat de kostenbesparing die men in 1926 nog had hopen te bereiken door geen speciaal antitanktype te bouwen, uiteindelijk resulteerde in een enorme kostenstijging per eenheid omdat die nu speciale aanpassingen nodig had om twee functies tegelijk te kunnen vervullen.
Een tweede specificatiewijziging verergerde dit nog. In het voorgaande decennium hadden de belangrijkste landen nieuw, licht en dus goedkoop antitankgeschut ontwikkeld. Uit tactische oefeningen bleek het de Fransen dat te licht gepantserde tanks eigenlijk geen overlevingskansen hadden op het moderne slagveld — tenminste niet als ze vijandelijke stellingen wilden doorbreken waar het vergeven zou zijn van de antitankkanonnen. In januari 1931 werd de eis voor de pantserdikte opgevoerd naar veertig millimeter, als invulling van het al in juli 1930 opgestelde Plan 1930.
Deze wijzigingen zouden ook vertragingen met zich meebrengen. Ze werden eerst aangebracht op de drie prototypen: N° 101 zou gezelschap krijgen van N° 102, die FAMH door Renault liet maken en de door FCM in september geleverde N° 103, die geconstrueerd was in het Atelier de Mépanti te Marseille. Een van de exemplaren droeg een alternatief 75 mm Schneiderkanon in plaats van de 75 mm St Chamond M 21 van FAMH.
Het FCM-prototype was op initiatief van het bedrijf aanzienlijk gewijzigd. De Naeder was vervangen door een Winterthur-transmissie gecombineerd met een Citroën-koppeling en men had de benzinemotor verruild voor een Sulzer 180 pk dieselmotor om het rijbereik en de brandveiligheid te verbeteren. De motor bleek echter niet het aangegeven vermogen te hebben en enorme trillingen te veroorzaken — ook omdat om redenen van geheimhouding de eigenschappen van de transmissie niet aan de Sulzer-fabriek waren doorgegeven — en de Winterthur was nog delicater dan de Naeder. Ook het aanbrengen van het prototype van een Clerget-diesel leverde geen 180 pk op.

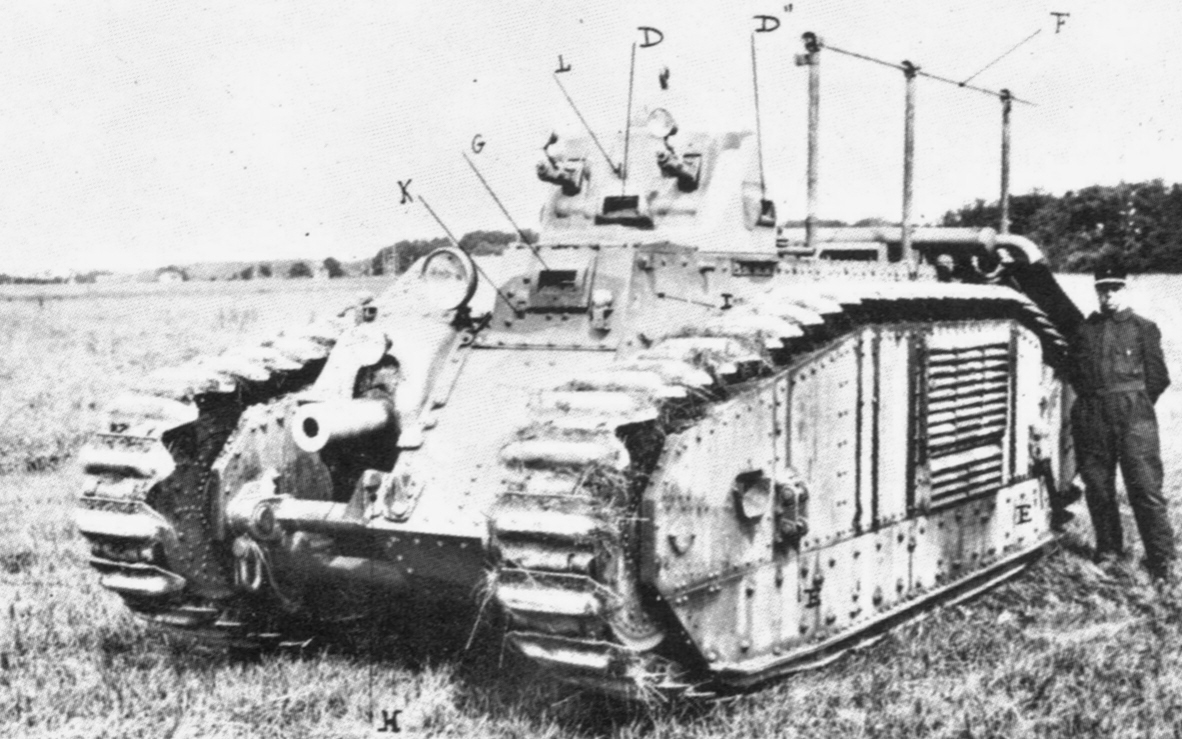
Prototype N° 101, hier met kleine toren en oorspronkelijk model radioantenne

Behalve voor technische verbeteringen werden de prototypen ook gebruikt voor tactische beproevingen. Ze waren de enige moderne zware tanks in Frankrijk en het leger gebruikte ze daarom voor langdurige oefeningen om allerlei tactieken uit te proberen. In oktober 1931 werd hiervoor een Détachement d' Experimentation opgericht waarin vanaf december 1931 de drie tanks werden verenigd in het Camp de Châlons vanwaaruit ze verschillende etappes aflegden met een totale lengte van zo'n duizend kilometer, om uiteindelijk weer op eigen kracht terug te keren in het  Atelier de Rueil voor revisie. In september 1932 deden ze mee aan de zomermanoeuvres in Champagne als Détachement Mécanique de Combat en vanaf 4 mei 1933 werden N° 102 en 103 als Détachement d'Engins Blindés gebruikt voor tactische experimenten in de bases van Coëtquidan en Mourmelon als deel van een gemotoriseerde lichte divisie, gevolgd door soortgelijke experimenten in april 1934 bij Sissonne. Natuurlijk werden daarbij meteen de technische eigenschappen gemeten. Ze bleken een gemiddelde snelheid op de weg te kunnen halen van 19 km/u en in het terrein van 10 km/u, een loopgraaf van 2,4 meter te kunnen overschrijden en een waadvermogen te hebben van 105 centimeter. De ER 51-radiotelegrafie-set maakte radiocontact tot op een afstand van vijf kilometer mogelijk. Nadelen waren het grote motorlawaai en het geringe rijbereik; aanhangwagentjes met extra benzine bleken in de praktijk onwerkbaar.

### Char B1
In oktober 1932 viel het besluit het type in productie te nemen als Char B1, in zijn verbeterde versie, dus met grotere toren en dikker pantser. De feitelijke serieproductie zou echter op zich laten wachten. Dat had zowel technische als politieke oorzaken. Technisch was er vooral het probleem dat de nieuwe toren eerst nog ontworpen moest worden en daarbij als standaardtoren moest dienen om ook op de Char D1 en Char D2 aangebracht te worden. Het eerste model van Schneider: de ST1 (Schneider Tourelle 1) was veel te krap en ook nog uit balans. Een verbeterde versie met een open uitbouw naar achteren bood onvoldoende bescherming en een poging van Schneider om voor ieder punt van kritiek een oplossing te vinden leidde tot de ST2, een te complex geheel waarvan de verschillende functies niet toereikend geïntegreerd waren. Wegens tijdgebrek moet dit model voor de Char D1 geaccepteerd worden, maar het leger gaf hierop de opdracht aan een staatsinstelling, het Atelier de Puteaux dat een ruimere en beter bepantserde gietstalen toren ontwierp, de APX1. De prototypes werden overigens wel voorlopig met de ST1 en daarna ST2 uitgerust; de APX1 kwam pas in de loop van 1936 ter beschikking.
De politieke problemen lagen vooral internationaal: er waren in Genève onder leiding van de Volkerenbond onderhandelingen gaande voor een verdrag over wapenbeperking. Een van de voorstellen was een wapenwedloop te voorkomen door het maximumgewicht voor tanks op 25 ton of minder te stellen. De Char B1 zou daar bovenuit komen en dus werd de opdracht voor feitelijke productie opgeschort tot de uitkomst van dat onderhandelingsproces bekend was. De lichtere Char D2 werd als mogelijke vervanger in reserve gehouden; ook werd overwogen de gewichtslimiet te ontduiken door het pantser modulair te maken, dus met afneembare pantserplaten die men in geval van oorlog weer kon aanbrengen. Pas toen Duitsland zich eind 1933 uit de onderhandelingen terugtrok, werd in maart 1934 besloten het project doorgang te laten vinden. Een eerste order voor zeven tanks ging op 6 april 1934 uit voor ₣ 1.280.000 per stuk, nadat onderhandelingen de prijs met 45% hadden laten zakken. Pas in december 1935 zou N°102 als Char B1 omgebouwd geleverd worden, als eerste van een serie van 34 die liep tot juli 1937.
Dat de naam veranderd was van een eenvoudig Char B naar Char B1 had te maken met drie andere Char B-projecten die in die tijd in gang gezet waren.

### Char B2, Char B3 en Char BB
Al in oktober 1930 vreesde men dat 25 millimeter niet voldoende was om een zware tank afdoende te beschermen tegen toekomstig antitankgeschut en die maand kreeg een speciale commissie, onder leiding van inspecteur-generaal der tanks Bezu, opdracht specificaties op te stellen voor een tank met een pantserbasis van veertig millimeter, net als kort daarna de eis aan de Char B1 zou worden. Het verschil was dat deze Char B2 in zijn totaalontwerp op het hogere gewicht van 30 à 35 ton ingesteld moest zijn en zo ondanks deze extra massa een maximumsnelheid moest kunnen halen van 40 km/u en een rijbereik moest handhaven van tien uur. Dat kon alleen door de inbouw van een veel krachtiger motor. Zo'n project was dringend noodzakelijk; men besefte al dat de Char B in de oorspronkelijke opzet snel verouderd begon te raken en dat zijn traagheid tactische beperkingen op zou gaan leveren.
In oktober 1931 werden drie voorstudies gepresenteerd. Alle drie de ontwerpen waren gebaseerd op een nieuwe 375 pk motor. N° 2 en 3 hadden gemeen dat ze gewicht bespaarden door geen toren met een kanon te installeren. Desalniettemin konden ze toch maar 35 km/u halen als ze inderdaad een pantserbasis van veertig millimeter wilden handhaven. N° 3 was met 36 ton twee ton zwaarder dan N° 2 en had in ruil daarvoor een munitievoorraad van 105 in plaats van 90 granaten en 10% meer brandstof aan boord. N° 1 had wel een toren met 47 mm kanon en zelfs 120 granaten maar moest om zijn gewicht tot 35 ton te beperken genoegen nemen met een bepantsering van dertig millimeter. Eind 1931 besloot de materieelcommissie een tank te ontwerpen op basis van N° 2 maar dan wel met een 47 mm kanonstoren en 45 mm bepantsering. De gewichtslimiet liet men vallen. Enige reflectie leerde al snel dat als men toch aan bepantsering en bewapening voorrang zou geven boven mobiliteit, men eigenlijk weer een nieuwe serie voorstudies nodig had. Zo gaf men eind 1931 opdracht voor een Char B2, een Char B3 en een Char BB.
In januari 1932 waren de plannen gereed. De Char B3 was in grote lijnen hetzelfde voertuig als de Char B2, met een 375 pk motor. Hij verschilde echter van de Char B2 door een bepantsering rondom van vijftig millimeter in plaats van alleen vooraan en door een grotere driemanstoren met een langer 47 mm kanon (zij het een korter 75 mm kanon in de romp). Hierdoor steeg het gewicht van 35,5 naar 45 ton en nam de snelheid af van 30 tot 25 km/u. De Char BB was een veel breder en langer voertuig met twee lange 75 mm kanonnen in de driemanstoren (waarvan een misschien vervangen moest worden door een lang 47 mm antitankkanon) en twee machinegeweertorentjes. De voorste bepantsering zou zestig millimeter moeten zijn. Hierdoor steeg het gewicht naar vijftig ton en de bemanning naar acht personen, terwijl de snelheid daalde tot 25 km/u ondanks een 600 pk motor. Deze laatste tank was als het ware een persoonlijk project van Estienne, die aanbeval het grootste deel van het tankbudget eraan te besteden en ook marinespecialist Lorfeuvre inschakelde om er een centrale vuurleiding voor te ontwikkelen. De eigenschappen van de drie typen in vergelijking (naar Touzin, 1976):
|                | Char B2                                           | Char B3                                        | Char BB                                                            |
| -------------- | ------------------------------------------------- | ---------------------------------------------- | ------------------------------------------------------------------ |
| Gewicht        | 35,5 ton                                          | 45 ton                                         | 50 ton                                                             |
| Bewapening     | 75 mm Me 1897 47 mm SA34 twee 7,5 mm mitrailleurs | 75 mm SA35 47 mm SA37 twee 7,5 mm mitrailleurs | 75 mm Me 1897 75 mm Me 1897 of 47 mm SA35 vier 7,5 mm mitrailleurs |
| Motorvermogen  | 375 pk                                            | 375 pk                                         | 600 pk                                                             |
| Snelheid       | 30 km/h                                           | 25 km/h                                        | 25 km/h                                                            |
| Rijbereik      | 9 uur                                             | 9 uur                                          | 12 uur                                                             |
| Overschrijding | 280 cm                                            | 280 cm                                         | 300 cm                                                             |
| Afmetingen     | 655 cm lang 260 cm hoog 275 cm breed              | 655 cm lang 260 cm hoog 275 cm breed           | onbekend                                                           |
| Pantserdikte   | 50 mm front 40 mm zijpantser 20 mm horizontaal    | 50 mm front 50 mm zijpantser 25 mm horizontaal | 60 mm front 50 mm zijpantser 30 mm dak 20 mm bodem                 |
| Bemanning      | 4                                                 | 6                                              | 8                                                                  |

In maart 1932 werd opdracht gegeven drie prototypen te ontwikkelen. In december 1933 waren de bouwtekeningen van de Char B2 klaar en bij FCM was een houten model op ware grootte besteld van de Char BB. De onderhandelingen over ontwapening hadden de projecten echter vertraagd. De maquette van de Char BB werd in februari 1934 voltooid, maar van de bouw van een prototype zou het nooit komen. In september 1935 werd ook de ontwikkeling van de Char B2 en de Char B3 stopgezet. De reden hiervoor was dat de dreigende internationale situatie een verder uitstel van de zware-tankproductie niet meer toeliet; men zou zich moeten beperken tot een geleidelijke verbetering van de Char B1 terwijl deze geproduceerd werd. Als mogelijke toekomstige vervanger van het type dacht men ondertussen aan veel modernere ontwerpen, zoals de Char G.
Opmerkelijk is dat de Duitse geheime dienst lucht kreeg van de plannen en de omvang ervan tot mythische proporties opblies. Zo zou de Char B2, ondanks zijn correct bepaalde gewicht van 45 ton, drie torens hebben waarvan de hoofdtoren uitgerust zou zijn met een 75 mm dubbelkanon, de twee voorste torens met een 47 mm antitankkanon; en ook nog eens twee barbettes bezeten hebben in de zijkanten voor 37 mm geschut. De maximumbepantsering zou 220 mm bedragen hebben.

## Beschrijving Char B1

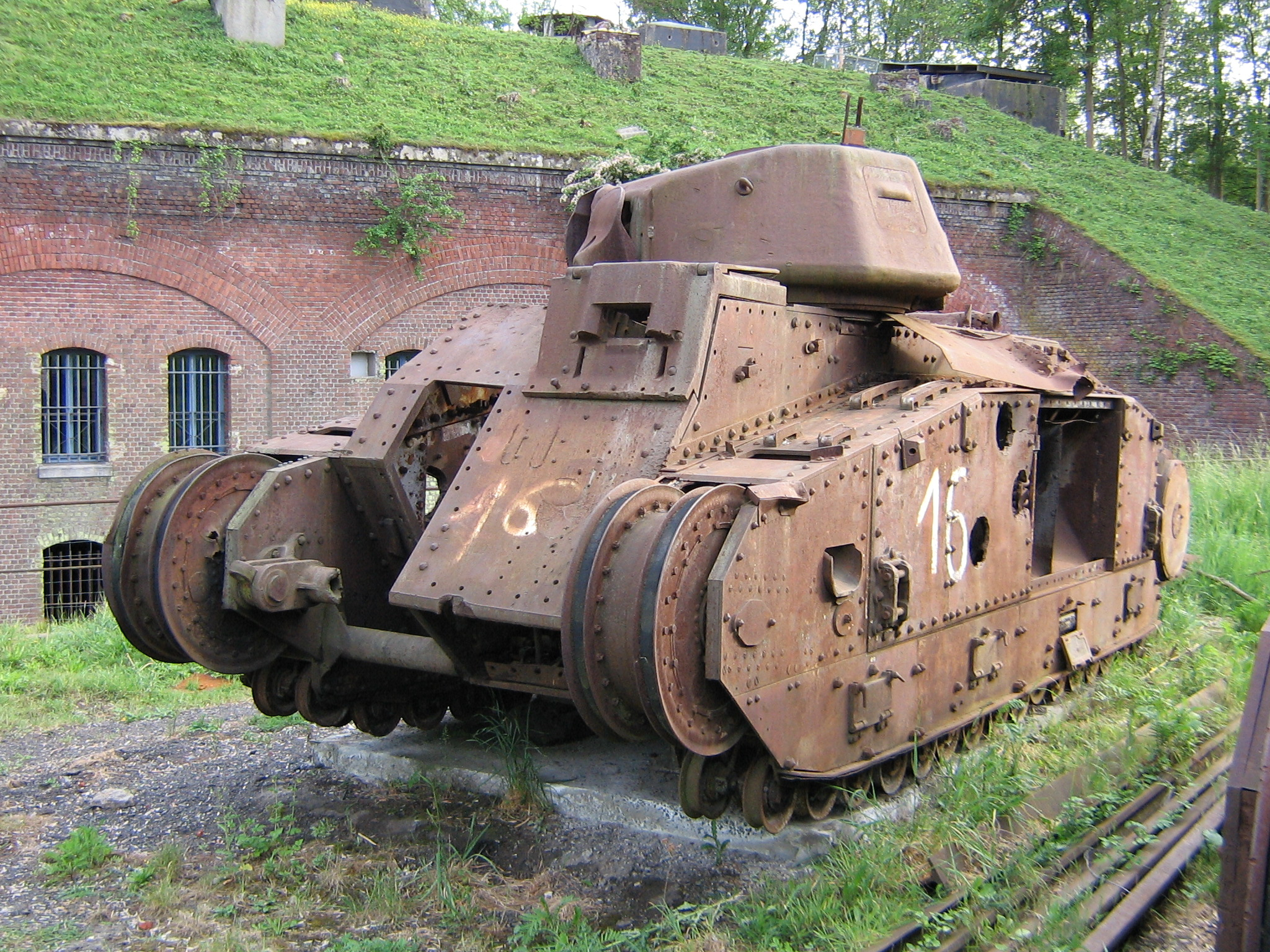
De laatste nog bestaande Char B1

De Char B1 is een langwerpig voertuig met een lengte van 637 centimeter tegenover een breedte van 250 centimeter. De tamelijk ver naar voren geplaatste APX1-toren geeft het geheel een hoogte van 279 centimeter. Het gewicht is 28 ton en de pantsering bij alle verticale platen veertig millimeter, van de bodem veertien millimeter. De negenhoekige APX1 met een gewicht van 1950 kilo is van veertig millimeter dik gietstaal (dak 25 mm) en maakt een moderner indruk dan de met klinknagels en bouten op chassisbalken gebouwde romp. Die tegenstelling is een weerspiegeling van het feit dat het type eigenlijk een combinatie is van twee wapensystemen: het oudere 75 mm gemechaniseerd geschut en de latere 47 mm slagtank.
Het semiautomatische 75 mm ABS 1929 SA 35 Lang 17,1 kanon van Schneider, dat de St Chamond Mle 21 van de prototypen heeft vervangen, bevindt zich rechts in de romp, die op dat punt van onder iets inspringt. Het kanon heeft een extra dikke loop, zodat het zelf niet gevoelig zou zijn voor antitankgranaten. De walmen van het schot worden door een Luchard-luchtcompressiesysteem door de loop naar buiten geblazen. Rechts eronder bevindt zich een 7,5 mm Châtellerault M 1931 mitrailleurs (de prototypen hadden er nog twee) die horizontaal gefixeerd is, met een wartel iets schuiner omhoog gezet kan worden en op afstand met kabels bediend moet worden; die kunnen of door de bestuurder of door de commandant gehanteerd worden. De loop van dit machinegeweer is vrijwel helemaal in de romp verborgen; alleen een manteltje is zichtbaar.
Het kanon kan, met een verticale domping van -15° en elevatie van 25°, maar in één vlak bewegen: de horizontale traverse moet plaatsvinden door de hele romp te laten zwenken; alleen voor het kalibreren met het vizier kan het één graad naar links of rechts ingesteld worden. Het L.710-vizier is een prismatisch binoculair achter twee verticale kijkspleten (gelegen onder de van 12 tot 100 mm breedte instelbare horizontale spleet van de normale PPL RX 160 episcoop van de bestuurder), dat automatisch op en neer kantelend door verbindende stangen de verticale beweging van de loop volgt. Het heeft een beeldhoek van 11,15° en een vergroting van 3,5. Op de prismata zijn, behalve het richtkruis, logaritmische schalen geëtst zodat de schiethoek voor de twee verschillende munitietypen gecorrigeerd kan worden tot een afstand van 1600 meter.
Met dat vizier legt de chauffeur, een onderofficier, de houwitser op het doel — hij is dus meteen schutter en stelt met een hoogtehandwiel op een tussenschot rechts van hem ook de elevatie in. De noodzakelijke precisie voor het richten wordt verkregen door de hydrostatische Naëder-transmissie die verbonden is aan de differentiëlen van de aandrijfraderen en reageert op een enkel stuurwiel. De hydrauliek maakt in feite gebruik van ricinusolie en staat, onafhankelijk van de versnelling, oneindig veel overbrengingsverhoudingen en dus draaicirkels toe; in de jaren dertig was dit iets heel uitzonderlijks. De tank kan dus ook 'surplace' draaien. Voor het normale sturen maakt hij gebruik van hulpdifferentiëlen die een van de primaire differentiëlen afremmen en geactiveerd worden door twee koppelingen die met twee bekrachtigde hendels bediend moeten worden. De tank kan daarvoor in een neutrale stand vastgezet worden, met evenveel primaire aandrijving voor beide rupsbanden, wat het rijden veel minder vermoeiend maakt. Een nog verder aantrekken activeert de remmen: droge platen in remtrommels. Mocht het Naeder-systeem uitvallen, dan kan het voertuig desnoods met alleen de remmen gestuurd worden. De versnellingshendel zit aan de chauffeurs rechterhand. Er zijn vijf versnellingen voorwaarts, één achterwaarts. Over het algemeen reed de tank opvallend soepel, niet log of traag zoals wel gesuggereerd is. Behalve het richtvizier en de voorste episcoop heeft de bestuurder ook twee kijkspleten links en rechts en boven hem een enkel naar voren openklappend luik met daarop nog een kleine periscoop met 180° gezichtveld. Hij heeft nog een derde functie: die van mecanicien.
Achter het kanon bevindt zich het tweede bemanningslid, de lader, die rang heeft van korporaal. Hij moet allereerst de houwitser van munitie voorzien vanuit een van de vele voorraadrekken aan de wanden en kisten onder de vloer die samen tachtig granaten bevatten. Hij kan kiezen tussen een brisantgranaat en de Obus de rupture Modèle 1910M pantserbrisantgranaat, die hij in principe eerst nog moet scherpstellen door de apart opgeslagen RYG 1921 ontstekingen aan te brengen. Zijn tweede taak is het granaten aan te reiken voor het 47 mm kanon in de toren en verder moet hij ook het rompmachinegeweer laden. Er is een voorraad van 4800 kogels in 32 magazijnen van 150. Hij heeft geen stoeltje en zit meestal op de knieën.
Nog dieper in de tank bevindt zich het derde bemanningslid (of, vergeleken net de oorspronkelijke opzet uit 1924, een extra vierde), de radio-seiner, die met behulp van morse contact moet leggen met andere tanks via zijn ER (Émiteur-Récepteur) 51-toestel aan zijn linkerhand. Rechts, waar zich de hoofdtoegangsdeur van de tank bevindt, loopt een gangetje via een deurtje in een brandwerend schot tot in het motorcompartiment. In het dak aldaar zit een ontsnappingsluik; in de vloer bevindt zich een munitieopslag. In de uitbouw rechts, boven de loopwielen, bevinden zich twee zelfdichtende brandstoftanks: de voorste met een inhoud van tweehonderd en de achterste van honderd liter benzine. Links bevindt zich de transmissie en daarvoor een Renault zes-cilinder 250 pk motor, een verbeterde vliegtuigmotor die in feite 272 pk levert, wat een maximumsnelheid van 28 km/u mogelijk maakt. Het rijbereik is tweehonderd kilometer. De motor wordt gestart door een Viet-compressor die de motor stationair kan laten draaien op een mengsel van lucht en benzine totdat de startmagneet is opgeladen voor de hoofdontsteking. Weer links van de motor bevinden zich de derde brandstoftank, die de benzinevoorraad op vierhonderd liter brengt, en twee ventilators en radiateuren die via een rooster in de linkerwand lucht naar binnen zuigen. De ophanging is tamelijk complex, met zestien loopwielen per zijde. Drie onderstellen worden geveerd door een verticale springveer; elk onderstel draagt weer twee kleinere wielonderstellen met elk twee wielen. De lange springveren steken bovenaan grotendeels in een uitbouw van de tankromp tussen het rupsbandtraject en zijn bovenin bevestigd aan dempende halfelliptische bladveren; ze lopen onderaan door een horizontale balk die aan zijn uiteinden via bladveren verbonden is aan de drie voorste loopwielen en het achterste. De rupsband, die boven terugloopt over zes toprollers, heeft nieuw 63 schakels en een breedte van 45 centimeter. De tank heeft een perfect uitgebalanceerde gewichtsverdeling met 13,9 kg/cm² bodemdruk en in normaal terrein voldeed de vering uitstekend. Het voertuig heeft een bodemvrijheid van 0,48 meter, een klimvermogen van 30° of 0,93 meter, een waadvermogen van 1,05 meter en een overschrijdingsvermogen van 2,75 meter.
Iedere tank heeft zijn eigen team van drie mecaniciens, waarvan er vaak een meegaat als vijfde bemanningslid. De mecaniciens hadden een dagtaak aan het onderhoud. Zo moest per dag 35 liter motorolie vervangen worden, drie liter smeerolie voor de ventilatoren en vijftien liter voor de drijfraderen, zestig liter machineolie voor de versnellingen en overbrengingen en 35 liter voor de Naedertransmissie, die een te poreus bronzen carter bezit. Na iedere 150 kilometer was er een totale smeerbeurt nodig; na iedere driehonderd kilometer moest alle motorolie geheel ververst worden en na iedere duizend kilometer de olie van alle systemen. Na vierduizend kilometer was er een totale revisie nodig in de centrale werkplaats. Het verversen van de smeerolie werd iets vereenvoudigd doordat de smeerpunten in vier groepen van tien per zijde gebundeld zijn: ze liggen achter de rechthoekige pantserplaatjes vlak boven de loopwielen.
Het vierde bemanningslid, de commandant, die de rang heeft van luitenant, bevindt zich in de middelste gevechtsruimte die bekroond wordt door de toren en in de bodem een ontstnappingsluik heeft. Het 47 mm Lang 27,6 SA 34 kanon daarin richt (via het L.671 vizier) en laadt hij zelf vanuit een munitievoorraad van vijftig; twintig brisant- en dertig pantserbrisantgranaten. De effectiviteit van dit korte kanon is tamelijk beperkt: het heeft maar een maximaal doorslagvermogen van 25 mm pantserstaal. De domping is -18°, de elevatie 20°. Optioneel coaxiaal bevindt zich er ook een 7,5 mm Châtellerault M 1931; dit machinegeweer kan dus vast in de asrichting van de kanonloop vuren maar ook met een enkele handbeweging losgekoppeld worden om snel, tien graad links of rechts, kogels heen en weer te sproeien teneinde van nabij een infanterieaanval af te slaan. De elektrische rotatie van de toren zou daar wellicht te traag voor zijn: een Ragonot-elektromotor van twaalf volt deed die in twintig seconden geheel ronddraaien. De commandant kan de buitenwereld waarnemen door drie Chrétien diascopen en een roteerbaar gegoten commandokoepeltje met binoculair. Dat heeft geen luik: het torenluik bevindt zich in het facet rechtsachter. Het kan bovenaan naar binnen klappen waardoor de onderzijde via een beugelsysteem naar buiten glijdt. Zo kan de commandant op de gladde buitenkant plaatsnemen om onbelemmerd de omgeving te bekijken. Binnenin heeft hij nog een radioset, een cardanisch opgehangen kompas, een door de perslucht van de Luchard aangedreven gyroscoop die de stand van het voertuig aangeeft en voor het geven van bevelen aan de bestuurder een intercommunicatiepaneel waarmee hij in verschillende kleuren lampjes kan doen oplichten met een vastgelegde betekenis — er is geen radio-intercom en het lawaai van de motor maakt het voeren van een normaal gesprek onmogelijk. In de praktijk "ment" hij de bestuurder door met zijn voeten diens schouders aan te tikken.

## Char B1 bis

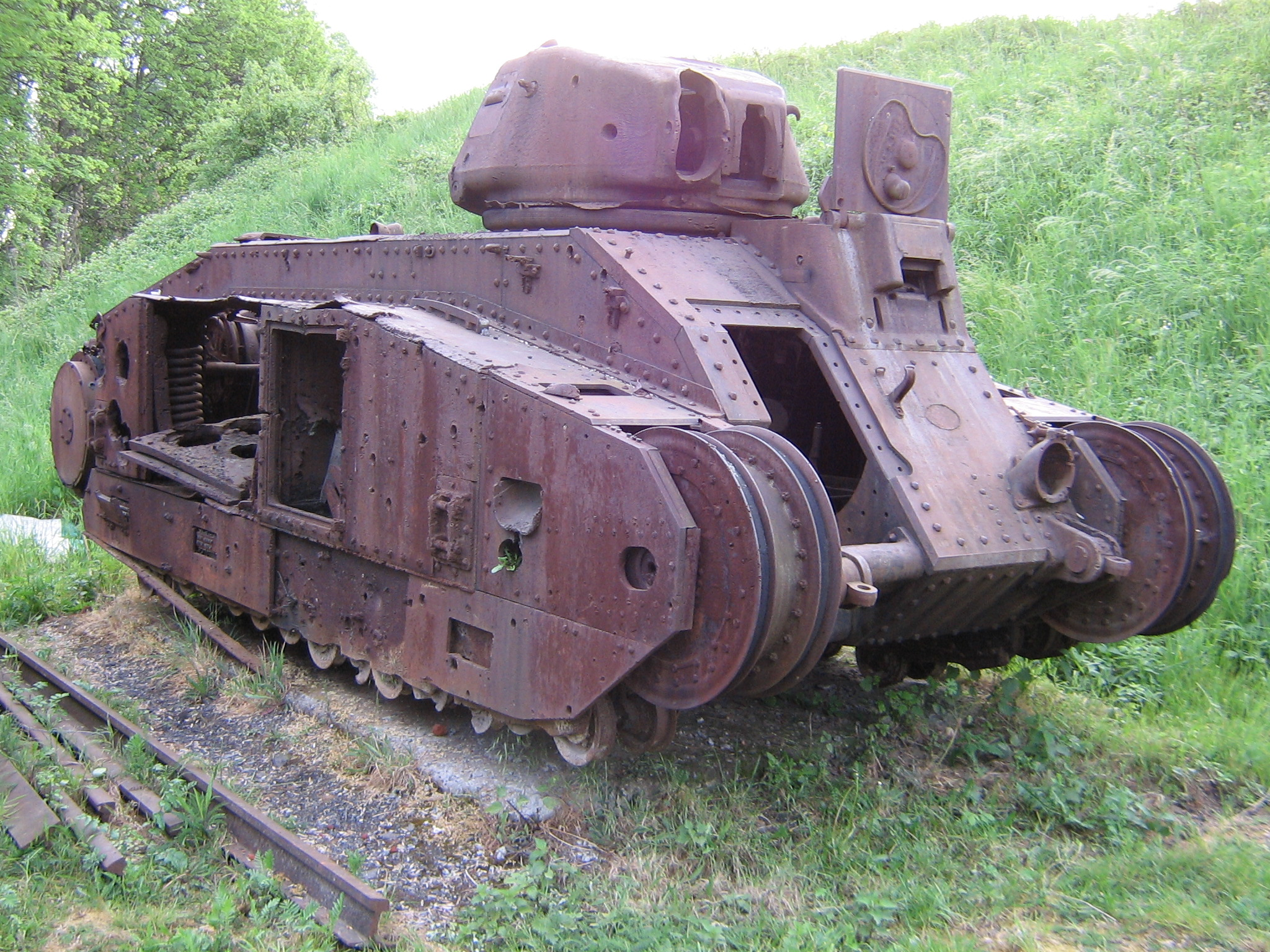
Het wrak van een Char B1 bis

De verbeteringen die "op de productielijn" moesten worden uitgevoerd, betroffen vooral een zwaardere bepantsering en bewapening. Tot een dikker pantser werd in principe eind 1934 besloten. Deze wijzigingen werden in 1935 eerst weer getest op prototype N° 102 dat nu dus al voor de derde maal van configuratie veranderde. In mei 1935 werd een bestelling voorbereid van het verbeterde type onder de naam Char B1 bis maar in augustus weer afgeblazen omdat de Direction de l'Infanterie de uitkomst van de proeven wilde afwachten. Op 8 januari 1936 werd opnieuw tot een eerste bestelling van 35 stuks besloten, maar nu lag het ministerie van financiën weer dwars. Pas toen minister van defensie Édouard Daladier met aftreden dreigde, ging dat in augustus overstag en de bestelling werd bevestigd in oktober — overigens had Daladier al op 1 mei in het geheim het groene licht gegeven voor productie. Het eerste exemplaar werd afgeleverd op 8 april 1937.
Het pantser is vooral dikker aan de voorzijde waar het op zestig millimeter wordt gebracht. Aan de zijkanten blijft het steken bij 55 millimeter; de bodem is versterkt tot twee centimeter. Hierdoor neemt het gewicht toe naar 31,5 ton en de bodemdruk naar 13,9 kg/cm². Het nieuwe kanon is het 47 mm SA 35 Lang 32 waarvan het doorslagvermogen ongeveer het dubbele is van het oorspronkelijke wapen, zo'n vijftig millimeter. Het heeft een L.762-vizier. Door de grotere lengte vermindert de maximale elevatie naar 20°. Bij het nieuwe kanon past ook een nieuwe toren, de APX-4, eigenlijk een APX-1 die aangepast is aan het krachtiger wapen en waarvan de wanden verdikt zijn van 40 naar 56 millimeter, wat het gewicht brengt op 2570 kilo. De diascopen zijn vervangen door PPL RX 160 episcopen en ook het commandokoepeltje was van een nieuw model. De toren is kleiner dan de APX1 CE van de SOMUA S35 cavalerietank. Om plaats te maken voor de langere 47 mm munitie wordt de voorraad van het 75 mm kanon verminderd van tachtig naar 74, waarvan maar zeven pantserbrisantgranaten.
Er zijn ook vele kleine wijzigingen. Het toprollers die de rupsband bovenaan ondersteunen, worden vervangen door beugels. Bij de achterste, die in een gat tussen het aandrijfwiel en het uitspringende gedeelte van de zijkant lag, is het daarvoor nodig de plaat aan de zijkant van een driehoekig uitsteeksel te voorzien: het oude smeerpunt ervan wordt met een staalplaat dichtgelast. Bij latere voertuigen ontbreekt het gat geheel en is het uitsteeksel een integraal deel van de romp geworden.
In de loop van de jaren werden geleidelijk meer verbeteringen uitgevoerd. Na de eerste Char B1 bis-serie van 35 werd een krachtiger 307 pk motor ingebouwd van 16500 cc. Hiermee kon een snelheid behaald worden van 25 km/u. Bij zo'n snelheid liep het brandstofverbruik echter snel op en zakte het rijbereik van nominaal 180 kilometer naar 120 kilometer, wat betekende dat al na vijf à zes uur bijgetankt moest worden omdat men door de vierhonderd liter benzine heen was. De brandstofaanhangwagentjes van zeshonderd liter bleken, zoals de proefnemingen al hadden doen vermoeden, volstrekt onpraktisch: als men door het terrein reed werden ze bijna zeker afgeworpen. De zware trekhaak die de Char B 1 nog had, werd daarom achterwege gelaten. Om dit probleem te ondervangen werd een uitgebreid aanvoersysteem opgezet, waarbij onder andere ieder peloton tanks door een eigen TRC Lorraine 37 L gepantserde brandstofbevoorradingstank gevolgd werd. Om de last daarvan wat te verminderen had de allerlaatste productieserie in juni 1940 een extra 170 liter interne brandstoftank. Teneinde de sterkere motor te koelen werden de luchtinlaten aan de linkerkant vergroot.
Andere verbeteringen betroffen het aanbrengen van lenspompen, zwaardere krikken, sterkere spatborden, kortere geluiddempers op de uitlaten vanaf de 210e tank, in 1940 een ER53 radio in plaats van een ER51 radiotelegrafie-apparaat en persoonlijke ER55 radiosets voor commandotanks, een vergroting van de 47 mm munitievoorraad van 62 naar 72 vanaf de 341ste tank (de kogelvoorraad ging toen van 4800 naar 5250) en het aanbrengen van een bevestigingspunt, boven een veranderd torenluik, voor het reservemachinegeweer zodat dit door de commandant als luchtafweerwapen gebruikt kon worden. De allerlaatste tanks kregen ook een radiointercom. Bepaalde onderdelen werden in een verschillend model van diverse onderaannemers betrokken en aangebracht al naargelang ze beschikbaar kwamen: zelfs ongeveer gelijktijdig gebouwde tanks konden daarin dan van elkaar verschillen. Dat gold onder andere voor de geluiddempers waarvan vijf modellen bekend zijn en de rupsbanden waarbij de schakels gelast konden zijn of met klinknagels opgebouwd.
Veel oudere voertuigen werden achteraf op de nieuwe standaard gebracht. Zo werden bij de eerste 35 Char B1 bis-tanks de motoren vanaf 1938 tot mei 1940 door nieuwe vervangen. Soms weigerden eenheden bepaalde verbeteringen: de 1re DCR bijvoorbeeld besloot de radiotelegrafie te behouden omdat het gesproken woord toch niet verstaanbaar was door het motorlawaai.

## Char B1 ter
Behalve grote verbeteringen die al snel moesten of kleinere die geleidelijk konden worden ingevoerd, waren er ook grotere veranderingen denkbaar die men als het ware in reserve wilde houden om als de situatie dat vereiste, bijvoorbeeld in geval van oorlog, in één keer een "sprong voorwaarts" te maken. Daarvoor hield men in opdracht van de Conseil Consultatif de l'Armement prototype N° 101 apart om als demonstratiemodel allerlei snufjes aan te brengen in het Atelier de Rueil, de staatswerkplaats. Het project, dat liep vanaf 1935, werd Char B1 ter genoemd. Eerst waren er veel onderbrekingen omdat verschillende onderdelen stuk voor stuk getest werden. Zo werd bij N° 101 om te beginnen alleen de aandrijving veranderd en om een groter gewicht te simuleren oude pantsertorens op de romp gezet. In 1937 werd het echter volledig omgebouwd, waarna het gebruikt werd voor doorlopende proefnemingen. Een bijkomend voordeel van een nieuw type zou zijn dat de fabrikanten zich zouden kunnen bevrijden van allerlei storende contractuele verplichtingen, die ze onderling ten aanzien van de Char B1 bis waren aangegaan.
Verschillende wijzigingen ten opzichte van de Char B1 bis werden doorgevoerd. De eerste betrof de vervanging van de Naeder-transmissie. Die was weliswaar technisch zeer geavanceerd maar juist daarom te duur, onderhoudsgevoelig en een obstakel voor massaproductie. Als men echter een goedkopere standaardtransmissie zou aanbrengen, kon de houwitser niet meer met enige precisie zijwaarts worden gericht. Dat wilde men eenvoudig oplossen door de houwitser in een kogelgewricht te plaatsen dat zijwaartse beweging wel toestond, zij het slechts tot 6° links en rechts. De extra ruimte hiervoor dacht men te vinden door het plafond van de romp met zeven centimeter te verhogen en de inspringende ruimte boven de houwitser op te vullen. Deze laatste ombouw is nooit daadwerkelijk uitgevoerd; wel werden foto's van het prototype zo geretoucheerd dat het leek alsof de modificatie al had plaatsgevonden.
Een tweede punt was de kwetsbaarheid van de rupsbanden. Die dreigden een zwak punt gaan vormen ten opzichte van de verbeterde pantsering van de rest van de tank. De spatborden van blik werden daarom vervangen door platen van echt pantserstaal die de rupsen aan de zijkant helemaal omhulden. Om gewicht te sparen kreeg dat zijpantser, met een dikte van veertig millimeter, een zigzagvorm zodat gebruik kon worden gemaakt van het afketsingseffect, hoewel het effect daarvan gering was doordat de hoek beperkt bleef tot 25°. Het verving onderaan de eerdere 25 mm externe pantserplaat die aan de buitenkant van de ophanging lag. Verder werden de bodem en het dak verdikt naar dertig millimeter, en de bodemplaat was nu uit één stuk gemaakt. De breedte nam toe tot 2,73 meter.
Ook het frontpantser werd verdikt tot zeventig millimeter, met een dikte-equivalentie in het horizontale vlak van 75 mm doordat het schuin stond. Hierdoor nam het gewicht toe tot 36,6 ton. Om dat te compenseren werd een Renault V6 350 pk-motor geïnstalleerd, die oorspronkelijk was ontwikkeld voor de Char G1. De sterkere motor stond toe om ondanks het extra gewicht de maximumsnelheid te verhogen tot 30 km/u.
Een laatste belangrijke verandering was het alsnog aanbrengen van een hydraulische ophanging, in plaats van de springveren. Bij de eerste projecten van de jaren twintig was dit al voorgesteld. Het op dat moment ouderwets geworden systeem met de vele kleine loopwieltjes bleef echter gehandhaafd. Door de wijziging werd het onderstel veel soepeler, maar ook een minder stabiel vuurplatform.
Naast deze grote veranderingen waren er talloze kleine, variërend van een verbetering van de kap boven de zitplaats van de bestuurder en een volledige gasdichtheid (waardoor ook het waadvermogen steeg naar anderhalve meter) tot een standaardisering van de bedrading.
In 1938 sprak de Commission d'Experimentation de l'Infanterie zich, na testen tussen 22 april en 17 mei, uit over het project. Het rapport was weinig positief: het type bood maar een geringe winst in gevechtskracht ten opzichte van de Char B1 bis en was in wezen nog steeds duur en onbetrouwbaar. In januari 1939 kreeg de Conseil Consultatif de l'Armement het bericht dat na verbeteringen opnieuw een serie beproevingen van start ging.
Na het uitbreken van de Tweede Wereldoorlog werd de toekomst van deze versie plots actueel. Een eerste plan om al begin 1940 met de fabricage beginnen moest worden uitgesteld tot 1941, omdat het type nog lang niet klaar was voor productie. Op 1 april 1940 werden aan de Sous-Commission d'Études des chars moyens weer plannen voor nieuwe verbeteringen voorgesteld waaronder een gelaste ARL toren, een gelaste kap voor de bestuurder, een 400 pk motor, een Cotal-versnellingsbak en een benzinetank met een capaciteit van vijfhonderd liter. Aangezien de productie van de Char B1 ter nog op zich zou laten wachten, werd voorgesteld zo veel mogelijk van die wijzigingen geleidelijk bij de Char B1 bis in te voeren. Nog twee Char B1 ter prototypen waren in aanbouw bij FCM en Fives-Lilles-Cail, waarvan de laatste nog afgebouwd is; door de Franse nederlaag zou het niet tot productie komen.

## Char B40
Het lag in de bedoeling de Char B1 te laten opvolgen door de Char G1. De verschillende projecten van dit laatste type liepen echter zware vertraging op, onder andere door het steeds wijzigen van de specificaties en industriële onrust. Het zou dus weleens kunnen dat er behoefte zou gaan ontstaan aan een verbeterde versie van de Char B1 ter. ARL en AMX begonnen al in 1939 ontwerpstudies te verrichten naar die mogelijkheid. Op 28 februari 1940 gaf de Commission d'Examen des Projets de Chars de Bataille zelfs officieel opdracht voor de ontwikkeling van zo'n type, dat de informele aanduiding Char B40 kreeg.
Het lag in de bedoeling zo veel mogelijk componenten van de Char B1 bis te gebruiken voor een krachtiger tank. De pantsering aan de voorkant en zijkanten moest op tachtig millimeter worden gebracht; van de achterkant op zestig millimeter. Bodem en loopwerk moesten door vier centimeter staal beschermd worden, het dak door drie centimeter. De schuine en lastige zijplaten van de Char B1 ter zou men achterwege laten. Dit alles zou het gewicht doen toenemen naar 40 à 45 ton; waarvoor de rupsband verbreed moest worden naar zestig centimeter. Ondanks die grotere massa verlangde men meteen ook een verhoogde mobiliteit met een maximumsnelheid van 40 km/u. Daarvoor was een gewicht - motorvermogen- verhouding nodig van 12 tot 15: 1. ARL wilde daartoe een Talbotmotor opvoeren, te combineren met een verbeterde en versimpelde Naedertransmissie. Het petro-elektrische systeem van SEAM en het hydraulische van TAHV waren ook overwogen maar bleken inferieur. AMX overwoog een dieselmotor en een elektrische transmissie van Alstom.
Ook de slagkracht moest worden verbeterd. Dat wilde men vooral bereiken door een lang SA 47 47 mm kanon in een tweemanstoren te installeren met een torenring van 168 centimeter doorsnee in plaats van 121 als bij de APX 4. Dit impliceerde geen volledig opgeven van de infanterieondersteuning: het rompgeschut moest vervangen worden door een zwaardere 105 mm houwitser.
Door de nederlaag zou het in 1940 voorlopig bij een project op papier blijven, maar in 1944 zou het de grondslag vormen voor de ARL 44.

## Productie
De productie van de voertuigen van de twee hoofdversies, waarvan de Char B1 bis het leeuwendeel voor zijn rekening zou nemen, hing natuurlijk af van de bestellingen. Die bleken toen ze eindelijk, al een eind in de jaren dertig, gemaakt werden, in het begin aanzienlijk lager dan de oorspronkelijke duizend die tien jaar eerder beloofd waren. De bestellingen zijn in te delen in vier hoofdgroepen. De eerste twee groepen werden niet in één keer besteld maar steeds in opvolgende partijen. Die bestellingen moesten wegens de krappe overheidsbudgetten ook nog weer bevestigd worden door het ministerie van financiën. De orders werden weer verdeeld over de vier fabrikanten; Delauny-Belleville had zich uit het eindproductieproces teruggetrokken. De belangrijkste fabrikanten, Renault en Schneider, zouden in de periode dat de Char B 1 geproduceerd werd gedeeltelijk genationaliseerd worden, wat, naast de vele stakingen en de invoering van de 40-urige werkweek, vertragingen opleverde. De Schneidereindproductie ging daarbij helemaal over op ACT (Atelier de Construction du Creusot, dat in 1939 weer geprivatiseerd werd); die van Renault gedeeltelijk op AMX (Atelier d’Issy-les-Moulineaux), zodat er in totaal zes en gelijktijdig vijf bedrijven bij de eindassemblage betrokken waren. De torens werden apart geproduceerd en er waren verder vele tientallen toeleveranciers, onder andere voor de brandstoftanks en de radiateuren. De belangrijkste was eerst Ernault dat de Naeder-transmissie leverde; toen dat failliet ging, werd het daarin opgevolgd door Omnium.
De hoofdbedrijven specialiseerden zich in bepaalde onderdelen: Renault nam de motor, de ventilatoren en de fittingen voor zijn rekening; Schneider de pantserplaten, de luiken en de aanhangwagens, FCM de dunnere pantserplaten, de rupsbanden en de loopwielen, FAMH de handels, pedalen, de loopvlakken van de rupsbandschakels en de ophanging, Delaunay de aandrijfstangen en de reductietandwielen. Bij bepaalde hoofdproductiegroepen namen uiteindelijk nieuwe toeleveranciers een deel van de leveringen over, zoals Decauville bij de ophanging en Cail voor de gegoten kap voor de bestuurder. De stukprijs van de Char B1 bis lag op ₣ 1.257.177 voor de romp alleen, zonder toren en bewapening.
De voertuigen werden door de fabriek rijklaar afgeleverd, opgespoten in minstens drie van de Franse standaardcamouflagekleuren van die periode: bruin, okergeel, lichtgroen en donkergroen. Men kan de herkomst van de voertuigen vaak afleiden van de typische camouflagestijl van een bepaalde producent, naast de in grote cijfers aangebrachte serienummers. Daarna werden ze door de centrale legerwerkplaats nog eens getest of ze voor acceptatie konden worden goedgekeurd. De ontvangende eenheden doopten uiteindelijk in een plechtige ceremonie iedere tank met een eigen naam die ook weer op het voertuig geschilderd werd samen met de nationale- en eenheidsherkenningstekens.

### Eerste hoofdgroep

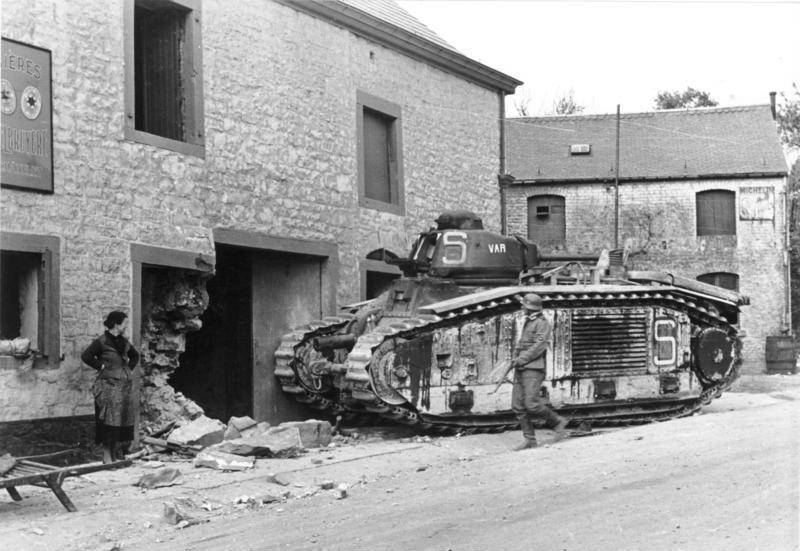
Var, 3e sectie, 2e compagnie, 37e BCC, op 14 mei verlaten in Ermeton-sur-Biert vanwege een kapotte Naeder en daarna door de Duitsers in een huis gereden, is als N° 323 een van de laatste tanks van de eerste hoofdgroep

De eerste hoofdgroep betrof 175 tanks die men in 1934 had besloten aan te schaffen om vijf bataljons, van 35 voertuigen ieder, mee uit te rusten. Uit zuinigheid waren de drie prototypen daarbij inbegrepen. Toen achteraf prototype N° 101 bestemd wordt voor de Char B1 ter-ontwikkeling kwam men dus een tank tekort. De 174 tanks behelsden zowel Char B1's als Char B1 bis'. De eerste order, voor zeven Char B1, werd bevestigd op 16 maart 1934. De voertuigen, serienummers 104 tot en met 110, werden allen gebouwd door Renault en geleverd van december 1935 tot mei 1936. Een tweede order van twintig volgde op 26 december 1934, van de tanks, nummers 111-130, werden er zes gebouwd door FCM; de voertuigen werd geleverd van 27 maart 1936 tot 5 januari 1937. Pas op 8 oktober 1936 werd de derde partij bevestigd van veertig. Deze omvatte de laatste vijf Char B1's (N° 131-135), alle gebouwd door FCM en geleverd van 9 juni tot 30 juli 1937, en de eerste 35 Char B1 bis' waarvan er maar twee van dat bedrijf kwamen. De Char B1 bis nummerde men eerst gewoon door, zodat het eerste voertuig nummer 136 kreeg, maar al snel veranderde men dat in nummer 201. N° 201-235 werden geleverd van 8 april 1937 tot 2 maart 1938. De vierde bestelling van 35, waartoe besloten was op 15 september 1936 en waarvoor het contract getekend werd op 23 februari 1937, werd bevestigd op 1 mei 1937. Voor het eerst werd nu ook een productie opgestart bij Schneider en FAMH die ieder vijf voertuigen maakten; Renault nam er zestien, FCM negen voor zijn rekening. De levering van N° 236-270 liep van 27 april 1938 tot 26 maart 1939. De vijfde partij van de eerste hoofdgroep, bevestigd op 1 februari 1938, was duidelijk groter met een hoeveelheid van zeventig. De oorspronkelijke verdeling hiervan was dertig voor Renault, tien voor Schneider, twaalf voor FAMH en achttien voor FCM. In deze periode splitste de ACT-fabriek zich af waardoor de productie van vier voertuigen overgeheveld moest worden, twee naar Renault en FAMH elk. Van de zeventig, N° 271-340, werden er 45 geleverd van 9 januari tot 21 augustus 1939, 25 na het uitbreken van de Tweede Wereldoorlog van 3 september tot 10 oktober 1939.
Bij dit alles moet bedacht worden dat de aflevering wat achterliep bij de eigenlijke productie: er was een zekere fabrieksvoorraad. Zo waren er aan het begin van de oorlog van de 174 bestelde voertuigen 163 geproduceerd en 149 geleverd. Dat neemt niet weg dat het productietempo laag lag: in 1937 maar drie per maand en 3,25 in 1938, terwijl men er eigenlijk tachtig per jaar had willen maken. Pas dan treedt er een versnelling op naar 8,4 per maand voor de eerste acht maanden van 1939. De geringe aantallen waren in die tijd typisch voor de zwaardere en dus duurdere tanks; zelfs de Sovjet-Unie, verreweg de grootste tankproducent van de jaren dertig, bouwde maar beperkte hoeveelheden van de T-28 en T-35. Pas in geval van oorlog wilde Frankrijk een belangrijk deel van de industriële capaciteit gaan inzetten voor de tankproductie, waarvoor strategische voorraden grondstoffen, zoals nikkel en koper, waren aangelegd. De versnelde fabricage in 1939 stond in rechtstreeks verband met de toegenomen oorlogsdreiging, wat ook te zien is aan de tweede hoofdgroep.

### Tweede hoofdgroep

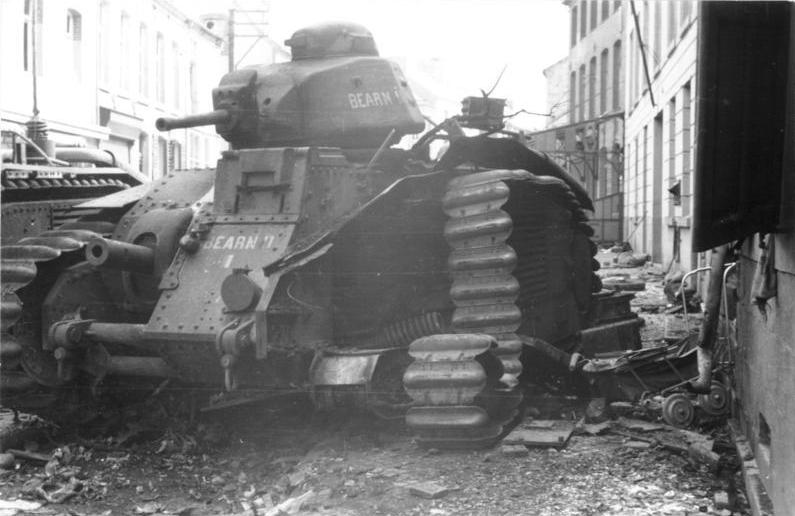
Béarn II, een reservetank van het 37e BCC op 16 mei opgeblazen in Beaumont, is als N° 401 een tank van de tweede partij van de tweede hoofdgroep

In reactie op de Anschluss, de annexatie van Oostenrijk door Duitsland, nam men in de zomer van 1938 het besluit nog eens vijf bataljons te vormen, opnieuw met 175 tanks, die in vier partijen besteld zouden worden, N° 341-515. AMX zou als vijfde fabrikant bij de fabricage betrokken zijn; aangezien dit staatsbedrijf de hoofdproductielijn van Renault overnam zelfs naar de oorspronkelijke bedoeling als belangrijkste producent. In feite zouden twintig tanks naar andere fabrieken overgeheveld worden, vermoedelijk naar FAMH. Ook ACT had nog reorganisatieproblemen en hevelde zes tanks naar Renault over. De eerste order was op 28 september 1938 voor 35 voertuigen (vier Renault, zes ACT en FAMH, vier FCM en vijftien AMX). De volgende kwam op 21 maart 1939 (deelbesluit genomen op 6 juni 1938) voor eenzelfde aantal maar met een andere verdeling: zes Renault, ACT en FAMH; vijf FCM en twaalf AMX. Bij beide partijen werden er drie van ACT naar Renault overgedaan en als we daarmee rekening houden was de verdeling bij de derde order van 10 juli 1939 (deelbesluit 23 februari 1939) voor opnieuw 35 tanks identiek. Bij de vierde bestelling van 26 september 1939 (deelbesluit al op 23 februari) was ondertussen de oorlog uitgebroken en die beliep dan ook het resterende totaal van zeventig tanks: achttien voor Renault, zes voor ACT, veertien voor FAMH en FCM en achttien voor AMX.
De levering van de tweede hoofdserie zou geheel in oorlogstijd plaatsvinden vanaf oktober 1939 en verliep daarom heel wat sneller dan de eerste omdat de economie op oorlogsproductie zou worden omgeschakeld. De nieuwe minister van bewapening, Raoul Dautry, benoemde militair ingenieur Maurice Lavirotte als zijn persoonlijk vertegenwoordiger, met volmacht om bij de Char B1 bis- producenten alle besluiten te nemen en maatregelen door te voeren die nodig waren om een toevoer van tanks te verzekeren, met voorbijgaan aan de normale bevoegdheden van de fabrikanten. In feite ging men dus over op een militaire planekonomie. Men voorzag de maandproductie van de Char B1 bis geleidelijk te verhogen: tien in oktober, twaalf in november, vijftien in december, 28 in januari en 41 in februari om een plateau van 47 te bereiken in maart dat men wilde volhouden tot augustus 1940, in welke maand een nieuwe verhoging zou plaatsvinden tot 59, gevolgd door een piek van zeventig in september. Daarna hoopte men gedeeltelijk over te schakelen op weer modernere typen, wellicht de Char G, maar er moest toch een niveau gehandhaafd worden van vijftig per maand tot het eind van de oorlog, zij het dat op enig moment, rond maart 1941, overgegaan zou worden op de Char B1 ter. In mei 1940 kwam men bovendien met de Britten overeen dat in ruil voor een productie van de Hotchkiss H35 modèle 39 in het Verenigd Koninkrijk men maandelijks negen Char B1 bis' aan de British Expeditionary Force zou afstaan zodat die er een extra brigade zware tanks mee kon vormen. Het ABS SA 35 75 mm kanon zou in opzet ook gezamenlijk geproduceerd gaan worden, door de Britten te installeren in de romp van hun zware TOG-tank.
De feitelijke leveringen zouden hierbij achterlopen. Dat lag vooral aan AMX dat in mei 1940 nog een achterstand had van zes weken. Renault en FCM overschreden hun termijnen maar met drie dagen. De leveringen kwamen in het begin aardig overeen met de planning: vier in september, elf in oktober, twaalf in november, vijftien in december en 25 in januari. In februari lukt het echter niet de verhoopte productiesprong te maken en komt men niet verder dan 27. In maart lijkt men dan alsnog te slagen met 45 tanks maar dat zou de feitelijke piek vertegenwoordigen want in april daalt het aantal tot 32. Mei brengt slechts een verhoging tot 42. In de laatste maand worden er nog 27 gemaakt maar daarvan is een gedeelte niet afgebouwd en mist zelfs de toren. Met die 27 bleef de productie steken op een totaal van 403 voertuigen, exclusief de twee Char B1 ter-prototypen: 34 Char B1 en 369 Char B1 bis'. Dat aantal overschrijdt de 349 van de eerste twee hoofdgroepen: men was alweer begonnen aan de derde.

### Derde hoofdgroep
De derde hoofdgroep had men, na een besluit ertoe op 27 september 1939, en bloc besteld op 12 oktober 1939: vierhonderd voertuigen, waarvan er 170 door Renault te leveren waren, twintig door ACT, 120 door FAMH, veertig door FCM en vijftig door AMX. Vanaf april 1940 kwamen de fabrikanten aan deze serie toe, allereerst Renault die er nog 36 maakte. ACT kwam niet verder dan zes voertuigen, FAMH negentien en FCM drie. AMX zou door zijn achterstand zelfs helemaal niet voor de nederlaag aan de derde hoofdserie begonnen zijn, ware het niet dat het bedrijf de fabricage van twintig voertuigen aan FAMH overgedaan had, zodat het toch nog tien tanks van de derde serie zou produceren. De voorziene serienummers liepen van 516 tot 915. Omdat die over de fabrikanten verdeeld waren, hebben de laatste voertuigen geen aansluitende nummers meer. De precieze nummerverdeling is daarbij niet bewaard gebleven; het hoogste nog gemaakte nummer is vermoedelijk 878.

### Vierde hoofdgroep
De vierde hoofdgroep is nooit feitelijk besteld. Het betreft een totaal van 418 voertuigen, te produceren van november 1940 tot maart 1941, wanneer men hoopte over te gaan op een vijfde groep van Char B1 ter-voertuigen — oorspronkelijk had men die overgang al willen uitvoeren vanaf het 280e voertuig van de totale Char B-serie, dus begin 1940. De verdeling ervan was al vastgesteld: 176 voor Renault, 34 voor ACT, 118 voor FAMH, en weer veertig voor FCM en vijftig voor AMX. De serienummers hadden gelopen van 916 tot 1333. Dit zou het totaal gebracht hebben op 1167 voertuigen: 492 geproduceerd door Renault, tachtig door Schneider en ACT, 289 door FAMH, 149 door FCM en 157 door AMX. Of het werkelijk zo gegaan zou zijn als Frankrijks nederlaag was uitgebleven, is hoogst twijfelachtig want in juli 1940 zouden twee nieuwe productiehallen opgestart zijn: het Arsenal de Brest en de Chantiers de Penhoët te Saint Nazaire. Ieder zouden ze twee tanks hebben moeten maken in juli, vijf in augustus en tien in september en volgende maanden. Die extra productie was nodig omdat men de doelstellingen weer verhoogd had vanwege de vertraging in de ontwikkeling van de Char G. Daarbij was ACT weer overgenomen door Schneider. In feite fabriceerde Renault in totaal 182 voertuigen, Schneider/ACT 32, FAMH zeventig, FCM 72 en AMX 47.

## Tactische functie

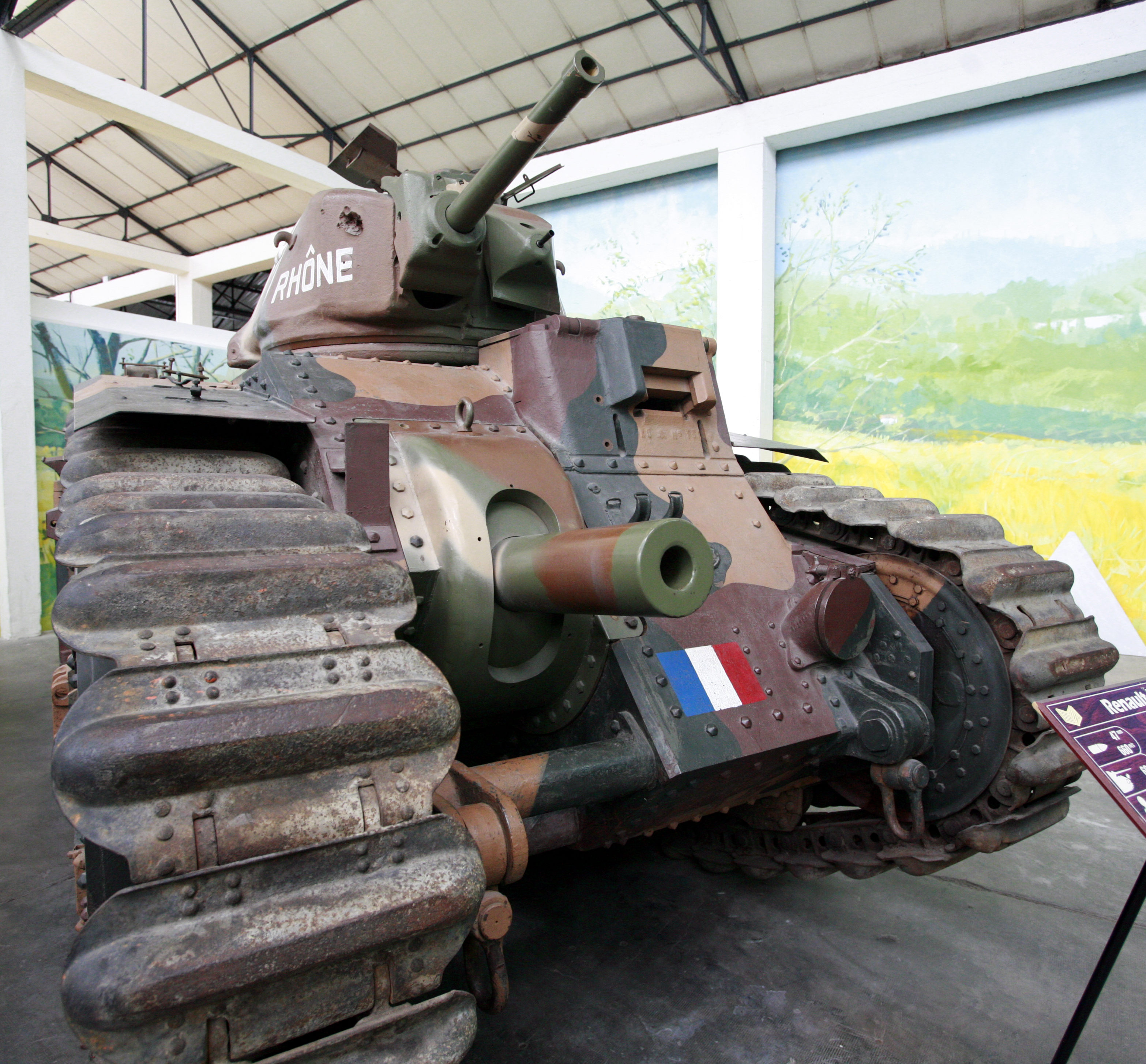
Bij het doorbreken van de vijandelijke stellingen vormde de 75 mm houwitser het hoofdwapen, voornamelijk om bunkers en geschutsopstellingen te vernietigen

Generaal Estienne had in 1921 allereerst een zware doorbraaktank voor ogen gehad; de Char B zou dan ook ingevoerd worden bij het Wapen der Infanterie. Het uitbuiten van een doorbraak was de taak van het Wapen der Cavalerie dat daarvoor een eigen zwaardere tank zou ontwikkelen: de SOMUA S35. Die arbeidsverdeling zag men bij uitstek als modern en gold in de jaren twintig als dogma. De infanterietank moest daarbij niet op eigen houtje opereren maar nauw samenwerken met infanterie (met kleine letter, dus de soldaat ter voet), artillerie en luchtmacht. Daarbij moet men zich niet het soort massale tirailleursaanvallen voorstellen zoals die in de Eerste Wereldoorlog gebruikelijk waren geweest; die pogingen een doorbraak te forceren hadden alleen maar geleid tot verschrikkelijke bloedbaden. Die wilde men in de toekomst per se vermijden — Frankrijk had daarvoor ook niet meer de mankracht, juist door die verliezen maar ook vanwege een snelle vergrijzing van de bevolking. Mankracht moest zo veel mogelijk vervangen worden door machinekracht en het toverwoord was dan ook "mechanisering".
De zware tanks zouden een schokfront vormen dat voor de infanterie uit de zwaarste klappen op zou vangen en vijandelijke geschutsopstellingen en kazematten zou vernietigen; lichte tanks zouden in directe samenwerking met de infanterist dan de stellingen zuiveren. Die samenwerking moest ook modern zijn in een "verbonden wapenen"-gevecht. Zwakke punten in de vijandelijke linies, door precisiebombardementen van houwitsers en lichte bommenwerpers verder verzwakt, moesten gericht worden uitgebuit zodat de stelling geïnfiltreerd kon worden. Daarbij moest men vooral behoedzaam te werk gaan: de hoofdzaak was niet om kansen stoutmoedig te benutten maar om pijnlijke verrassingen — en dus onnodige verliezen — te voorkomen. Zekerheid was belangrijker dan snelheid, controle te prefereren boven eigen initiatief. Aldus ook het belang dat gehecht werd aan radio's die het hogere bevelslagen mogelijk zouden maken direct in te grijpen. Deze hele tactiek had een speciale naam: de Bataille conduite, de "geleide strijd". Dit methodisch voortschrijden had natuurlijk ook een nadeel: het zou de vijand de kans geven reserves te laten aanrukken en die versterkingen zouden in de moderne tijd ook weer bestaan uit tanks. De aanvallende Franse tanks zouden zich daartegen in een directe slag moeten handhaven en vandaar de klemtoon in de ontwerpspecificaties op een zware bewapening en bepantsering, die steeds naar boven bijgesteld werden. Het was essentieel dat men daarin een voorsprong behield op potentiële tegenstanders.
Nog in het begin van de jaren dertig was de aandacht geheel gericht op de doorbraakfase en dit was ook de enige functie waarvoor een officiële doctrine bestond. In het midden van dat decennium begon men echter te beseffen dat hierin een zekere tegenstrijdigheid school. Men wist nu precies hoe een doorbraak te bewerkstelligen maar niet wat men er dan mee moest doen. Wachten tot de cavalerie-eenheden arriveerden, zou een fatale vertraging op kunnen leveren en daarbij zouden ook die in feite bestaan uit tanks; het directe vergroten van de doorbraak, vooral het van achteren oprollen van de stelling, zou men net zo goed — of beter — zelf kunnen uitvoeren. Hierom werd een tweede officiële doctrine geformuleerd: die van de directe omvatting van de vijand. Om ook in deze fase adequaat met de infanterie te kunnen samenwerken, was het noodzakelijk dat die met pantserinfanterievoertuigen werd uitgerust, niet half-tracks zoals de Cavalerie gebruikte maar volrupsvoertuigen die zich over het zware terrein van de stellingoorlog konden voortbewegen. Als enige land in die periode begon Frankrijk die te ontwikkelen.
Van die tweede taak, de omvatting, begreep men al snel dat die zou kunnen leiden tot een derde. Direct achter de linies van de vijand opererende tankeenheden liepen het gevaar aangevallen te worden door een concentratie van pantserreserves; wellicht zou men met hele pantserdivisies in het open terrein ware tankslagen moeten uitvechten. Daarbij zou men om niet numeriek in het nadeel te komen, ook zelf volledige pantserdivisies in het veld moeten brengen. Hiervoor werd een derde doctrine ontwikkeld, een voor grote gemechaniseerde eenheden. De nieuwe doctrines vervingen elkaar niet maar bleven gelijktijdig gelden, zodat het Franse leger drie elkaar tegensprekende voorschriften had over het gebruik van infanterietanks. Commandanten werden geacht al naargelang de omstandigheden een passende keuze te maken, waarbij ze dus meer initiatief moesten tonen dan waaraan ze gewend waren geraakt. Nu waren de officieren die over tankeenheden het bevel voerden, uitgekozen op hun eigenzinnige persoonlijkheid: in de praktijk zouden de meeste problemen zich voordoen met de commandanten van reguliere eenheden die verwachtten dat de tanks zich aan hun behoeften "ondersteunend" ondergeschikt zouden maken — van de derde doctrine hadden ze meestal geen kennisgenomen om de simpele reden dat alleen de hoogste bevelslagen van het geheim daarvan op de hoogte waren gesteld.
Over de precieze functie en inrichting van pantserdivisies bestond daarbij grote onenigheid en dat de Char B1 bis er het hoofdwapen van zou zijn, was vooraf allerminst zeker geweest. Een belangrijke denkschool binnen de Infanterie vond de oprichting ervan overbodig omdat die alleen maar zou leiden tot een duplicering van de taken van de Cavalerie. De Cavalerie zelf dacht er ook zo over en zag liever dat de Infanterie zich zou beperken tot haar eigenlijke taak: het gevecht van de soldaat te voet die de meeste behoefte had aan ondersteuning door een grote hoeveelheid lichte tanks in onafhankelijke tankbataljons. Aan de andere kant waren er officieren als kolonel Charles de Gaulle en generaal Pierre Héring die juist de Infanterie het voortouw wilden laten nemen om een grote hoeveelheid pantserdivisies op te richten die in staat waren in de diepte te opereren. Hoewel het belang daarvan steeds algemener werd ingezien, stelde men de vorming ervan telkens uit. Voor zo'n taak was de Char B1 bis namelijk fundamenteel ongeschikt. Er werd tot 1938 nog gedacht dat de Char D2 dan een alternatief zou zijn maar dat ontwerp bleek een technische mislukking. Generaal Darius Bloch stelde toen voor om de SOMUA S35 van de Cavalerie maar over te nemen; van dat type was de terreinvaardigheid echter te beperkt. Men had gezien de snel toenemende oorlogsdreiging dus eigenlijk geen andere keus dan de Char B1 bis in massaproductie te nemen, hoewel men terdege besefte dat het type al verouderd was en veel te complex en duur. Een troost was daarbij dat zijn kwaliteiten als doorbraaktank in die tijd ongeëvenaard waren: als enige land had Frankrijk de beschikking over een voldoende aantal zwaar gepantserde tanks om een versterkt front te forceren. Die unieke offensieve capaciteit sloot weer aan bij de meer assertieve buitenlandse politiek van het Volksfront in 1936 of de regering van nationale eenheid van Édouard Daladier in 1939. Het aantal pantserdivisies steeg in die jaren gestaag — zij het alleen op papier. Voor hun oprichting wachtte men op een plaatsvervangend type, de SOMUA S40 of de Char G1. Toen de oorlog uitbrak, waren die nog vele maanden van hun feitelijke productie verwijderd en zag men zich gedwongen die grote gemechaniseerde eenheden alsnog met de oude Char B1 bis uit te rusten.

## Operationele geschiedenis

### Voor de oorlog
De allereerste partij van zeven Char B 1 tanks werd in 1936 met de drie prototypen samengevoegd om een oefencompagnie te vormen, deel van het 511e Régiment de Chars de Combat te Verdun. Pas op 28 januari 1938 werd op basis van alle beschikbare 34 Char B1's het eerste operationele bataljon opgericht, het 37e Bataillon de Chars de Combat, Tweede Bataljon van het 511e RCC. De laatste vijf Char B1 tanks werden speciaal nog gebouwd, toen men zich al ingericht had op de productie van de Char B1 bis, om dit bataljon op sterkte te brengen — hoewel het door het apart houden van prototype N° 101 eigenlijk nog een tank tekortkwam: het was georganiseerd in drie secties van drie pelotons van drie tanks; iedere sectie had een commandotank; de bataljonscommandant had een eigen stafpeloton van twee en verder waren er nog drie reservetanks: dus 35 in totaal.
In de loop van 1938 en 1939 kregen achtereenvolgens drie tankregimenten een bataljon van nominaal 35 Char B1 bis tanks: het 15e BCC voor het 510e RCC, het 8e BCC voor het 508e RCC en het 28e BCC voor het 512e RCC. Dergelijke regimenten vormden toen bij de Infanterie de grootste tankeenheden. In feite kregen de bataljons 33 tanks toebedeeld.

### Schemeroorlog
Op 2 september 1939, de dag dat Frankrijk aan de Tweede Wereldoorlog begon deel te nemen, waren er 163 Char B's beschikbaar: 132 bij de eenheden ter velde ingedeeld, twee waren er in de rijschool te Versailles, vijf in het opleidingscentrum te Bourges, tien in de materieelreserve en veertien in de fabrieksreserve.
Op 27 augustus 1939 werden de vier bataljons volledig paraat gesteld in het kader van de Franse mobilisatie; hun feitelijke sterkte werd in de tijd daarna iets verhoogd naar 34. Tegelijkertijd werden de regimenten opgeheven en de bataljons toebedeeld aan vier Brigades Cuirassées, pantserbrigades. Dat duurde echter niet lang want na de oorlogsverklaring begon men de vooroorlogse plannen uit te voeren om, terwijl men in de Schemeroorlog veilig achter de Maginotlinie lag, elf pantserdivisies te formeren, die men hard nodig meende te hebben voor de beslissende offensieven tegen Duitsland die voor 1941 en 1942 op het program stonden. Op 16 januari 1940 werd een eerste pantserkorps opgericht, het 1er Groupement Cuirassé. Dat korps bestond uit twee pantserdivisies, de 1re en 2e Division Cuirassée (DCR of DCr; dat de "R" voor de Réserve zou staan, is een latere vergissing). Iedere divisie bestond weer uit twee halfbrigades van twee bataljons; de ene was uitgerust met de Char léger modèle 1935 H modifié 39, de ander met de Char B1 bis of, in het geval van het 37e BCC bij de 1re Demi-brigade de Chars Lourds van de 1re DCR, uit Char B1's. Bij elkaar waren dat nominaal maar zo'n 160 tanks. De divisie was dus niet al te groot wat ook bleek uit het feit dat er maar een enkel, vijfde, bataljon infanterie aan verbonden was. Officieel was dat gemechaniseerd maar omdat de pantserinfanterievoertuigen nog geleverd moesten worden in feite gemotoriseerd: van vrachtwagens voorzien. Verkenningseenheden had de divisie niet en de artillerie was beperkt tot 24 stukken 105 mm geschut. De organisatie was dus nog zwaar aangepast aan de oorspronkelijke rol van de pure doorbraak-eenheid.
De 1re DB van de 1re DCR had verder nog het 28e BCC; de 2e DB van de 2e DCR bestond dus uit de overige twee bataljons: het 8e BCC en het 15e BCC.
Het 37e BCC zou zijn oude Char B1's geleidelijk, een compagnie per keer, omruilen voor gloednieuwe Char B1 bis'. De eerste compagnie deed dat op 28 september 1939, de tweede op 17 december en de derde op 2 mei 1940. De oude Char B1s gingen in de materieelreserve en hun APX 1 torens werden uitgerust met het langere SA 35 kanon waarbij meteen een L.724-vizier werd aangebracht. Het verbeterde torentype, nu 2100 kilo zwaar, kreeg de aanduiding APX 1A en was nog herkenbaar door het oude model commandokoepeltje en de úítstekende Chrétien-diascopen; bij één Char B1 werd bij wijze van experiment een APX 4-toren geïnstalleerd.
Op 20 maart 1940 werd er een derde DCR opgericht en aan het pantserkorps toegevoegd. Deze 3e DCR had in zijn 5e DB het 41e BCC en het 49e BCC. Dat waren twee nieuwe bataljons, na de mobilisatie getraind in Bourges, als zogenaamde Bataillons de Manoeuvre. Op dat moment waren er nog twee verdere bataljons in opleiding: het 46e en 47e BCC.

### Fall Gelb
Op 1 mei, vlak voor de Duitse invasie van de Lage Landen op 10 mei, Fall Gelb waren er exact driehonderd Char B1 bis' van de band gelopen. Daarvan waren er 185 aanwezig bij de eenheden, zeven waren in reparatie bij de legerwerkplaatsen, drie werden gebruikt door de rijschool, vijftig door de Bataillons de Manoeuvre, 35 waren in de materieel- of fabrieksreserve en twintig moesten nog door de fabriek afgesteld worden.
De Franse opperbevelhebber, Maurice Gamelin, was van plan om bij een Duits offensief zich voorlopig zelf tot het defensief te beperken. De DCRs werden dan ook rond Parijs in reserve gehouden. Ze waren de enige belangrijke pantserreserves waarover hij kon beschikken daar de drie pantserdivisies van de Cavalerie meteen in de strijd zouden worden geworpen om de opmars van de Entente naar de lijn Breda-Namen te dekken. Hij zou daarbij het pantserkorps niet als een geheel inzetten. De 3e DCR werd nog niet operationeel geacht en omdat de eenheden toch nog niet geschikt waren voor een bewegingsoorlog, had het hoe dan ook weinig nut ze te gebruiken voor een geconcentreerde tegenaanval; de hoop was dat een vijandelijk zwaartepunt in de aanval van tevoren ontdekt kon worden zodat ze de bedreigde frontsector op tijd konden versterken.
Gamelin maakte zich het meest druk om het zogenaamde Gat van Gembloers tussen de rivieren de Dijle en de Maas ten noorden van Namen, waar hij een doorbraakpoging van de Duitse Panzerdivisionen verwachtte. De 1e DCR had hij daarom al bij voorbaat toegewezen aan het Eerste Leger dat die frontsector moest afgrendelen. Toen op de morgen van 11 mei bleek dat zich inderdaad een vijandelijke tankmacht via Maastricht naar het westen verplaatste, gaf hij de divisie bevel zich naar de daar op te bouwen verdedigingslinie te begeven. De 3e DCR moest daarbij zelfs materieel afstaan, waaronder twee tanks om de sterkte van de Char B1 bis-bataljons van 1e DCR op 35 te brengen; de jongere divisie was immers toch nog niet gevechtsklaar.
Die middag al echter bereikten Gamelin zeer verontrustende berichten over een enorme opbouw van Duitse divisies in de Ardennen, die ondubbelzinnig duidde op een tweede zwaartepunt in de Duitse aanval, vermoedelijk bij Sedan. Hij wist echter niet welke doorbraakpoging de hoofdaanval zou vormen. Daarom hield hij de 2e DCR nog in reserve. Omdat het desalniettemin noodzakelijk was Sedan te versterken, werd 3 DCR toch maar daartoe uitgezonden, gereed of niet, met 63 Char B1 bis'. Doordat het railtransport wegens de grote dreiging van luchtaanvallen alleen 's nachts kon plaatsvinden, zou het bijna drie dagen duren voordat de divisie zou arriveren, maar dat werd niet als een groot probleem gezien omdat de vijand toch eerst een week lang troepen zou moeten opbouwen. Verrassenderwijs braken de Duitsers echter met een gigantisch bombardement in de middag van 13 mei in één klap de Franse hoofdlinie bij Sedan, zodat er niets meer te versterken viel. Men besloot dat 3 DCR een uiterste poging moest wagen het Duitse bruggenhoofd te reduceren, dat wil zeggen: de vijand weer over de rivier de Maas te werpen. Bij aankomst in de middag van 14 mei deed zich daartoe een uitgelezen kans voor want de bevelhebber van het Duitse pantserkorps dat de rivier overgestoken was, Heinz Guderian, had de eerste twee pantserdivises die de overkant bereikt hadden meteen naar rechts laten zwenken om een begin te maken met de door hem geplande snelle opmars naar Het Kanaal in het westen. 3 DCR moest echter deze kans de Duitsers in de ongedekte linkerflank te treffen, voorbij laten gaan omdat de rit van het spooremplacement naar het front de tanks te veel benzine gekost had: ze moesten eerst weer bijtanken. De notoire achilleshiel van de Char B1 bis leidde zo tot een beslissend strategisch nadeel. De volgende dag begon een tweede zwakte op te spelen: de tegenstrijdige tactische doctrines. De commandant van het Franse Tweede Leger Charles Huntzinger wilde de tanks eerst verspreid inzetten om zijn front te versterken. De Duitsers benutten het geboden respijt om een eliteregiment infanterie, Infanterieregiment (mot.) Großdeutschland, gesteund door 10. Panzerdivision een zuidelijker heuvelrug te laten bezetten en een dorpje dat de zuidelijke toegang vormde tot de enige weg eroverheen: Stonne. Op 16 mei probeerde 3 DCR deze toegang te forceren.

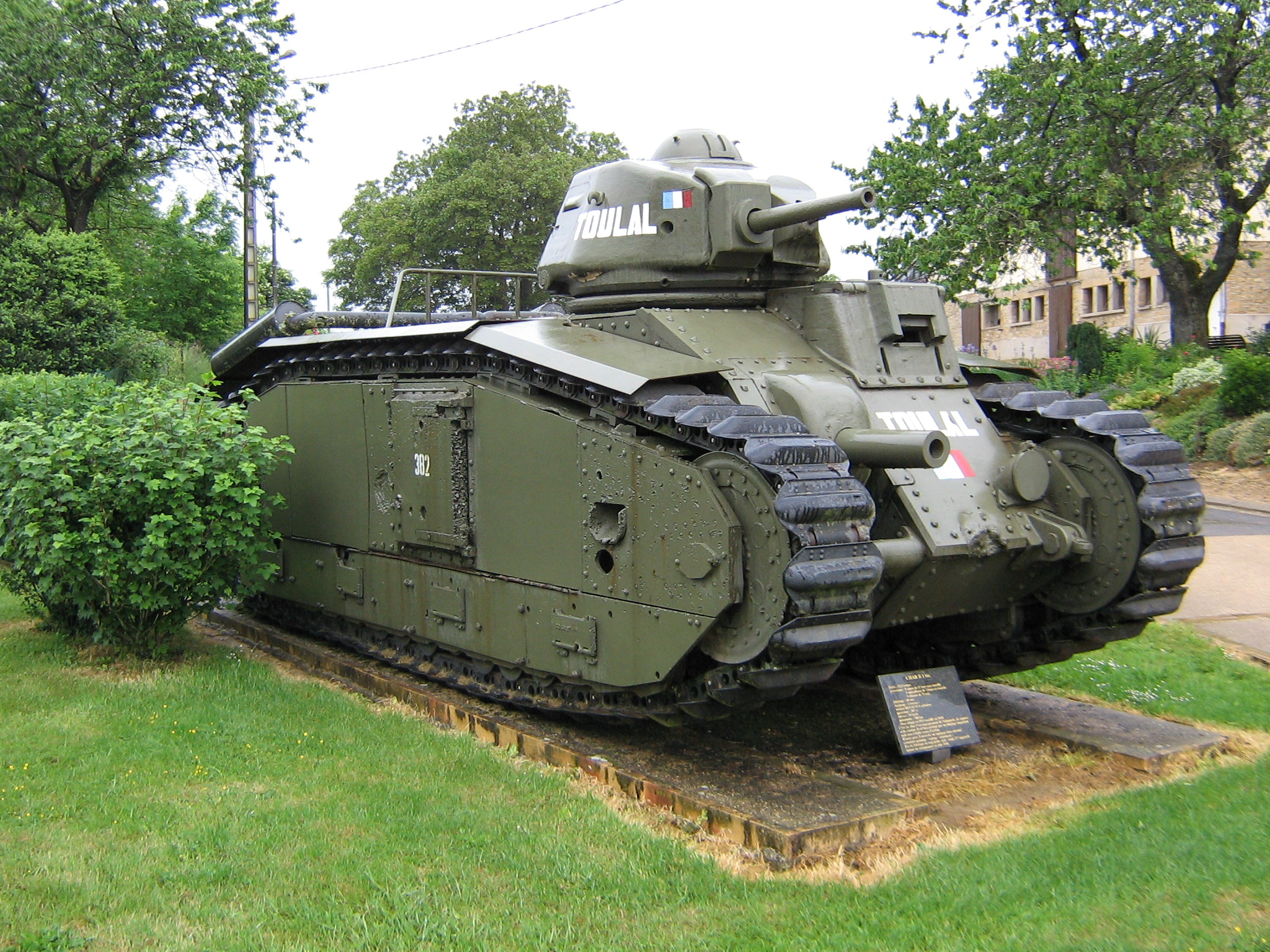
Onlangs werd ter herinnering aan de strijd, bij Stonne een gerestaureerde Char B1 bis neergezet. De houwitser is onecht

Voor het soort frontale aanvallen dat de hevige strijd om Stonne kenmerkte, was de Char B1 bis speciaal ontworpen en het type zou zich in deze gevechten dan ook van zijn beste zijde laten zien. Het meest spectaculaire geval deed zich voor toen de commandotank van de 1e compagnie van het 41e BCC, N° 337 Eure, het gehucht, dat vele malen van bezitter wisselde, bij een aanval als enige wist te bereiken. Tussen de huizen lagen dertien Panzerkampfwagen III en Panzerkampfwagen IV in hinderlaag te wachten. Toen de Eure de hoofdstraat binnenreed, werd hij 140 maal door de Duitse tankkanonnen getroffen. Desalniettemin wist hij ze stuk voor stuk tot de laatste toe te vernietigen en veilig weer de eigen troepen te bereiken. Dat laatste gegeven toonde meteen een fundamenteel tactisch probleem aan: de Franse infanterietank, gebouwd om het gebrek aan stootkracht van de infanterie te compenseren, had ironisch genoeg de grootste moeite om effectief met die soldaat te voet samen te werken, juist omdat daarvan de training te slecht was. Veel coördinatie was er niet tussen de twee, ook omdat ze zelden samen geoefend hadden. Terreinwinst die door de tanks was geboekt kon daarom maar zelden behouden blijven.
Bij Stonne zou zich ook een incident voordoen dat de reputatie van de Char B1 bis flink zou schaden: het lukte een batterij Duits 37 mm antitankgeschut een voertuig uit te schakelen, vermoedelijk door in het gat van de deur aan de rechterkant te schieten nadat die door een artillerietreffer was losgeraakt. In latere verslagen werden daar drie tanks van gemaakt en nog latere schrijvers beweerden dat die waren vernietigd doordat hun ventilatieroosters aan de linkerkant waren doorschoten. Zo ontstond de mythe dat dit een zwakke plek van de tank zou zijn, een ontwerpfout die door dwaze ingenieurs nooit opgemerkt was. In feite was het rooster extra zwaar bepantserd.

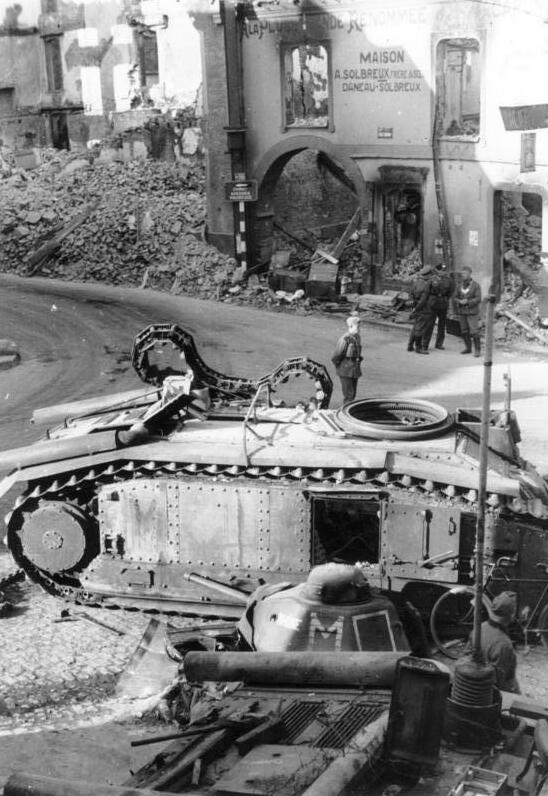
De door Renault geproduceerde N° 309 Rhône, 1e sectie, 1e compagnie, 37e BCC, 1e DCR, op 16 mei door de eigen bemanning opgeblazen in Beaumont

De aanvallen bij Stonne, waar ondanks voortdurende aanvallen ook de volgende dagen geen doorbraak tot stand kwam, putten de gevechtskracht van 3 DCR uit.
Gelijktijdig had de Duitse generaal Erwin Rommel veel noordelijker bij Dinant een tweede bruggenhoofd over de Maas gevestigd. 1e DCR werd bevolen dit aan te vallen. De divisie bereikte laat op 14 mei het strijdgebied en werd in de morgen van de 15e toen ze aan het bijtanken was door de uitbrekende 7. Panzerdivision verrast; het hoge brandstofverbruik en het gebrek aan verkenningseenheden speelden haar parten. Rommel brak de strijd echter snel af om ten zuiden van de Fransen langs verder naar het westen te trekken: ook stilstaande Char B1 bis' bleken dodelijke tegenstanders. 1 DCR viel toen de daarna overstekende 5 PD aan en drong deze in een verwarde strijd terug, waarin de Duitse tanks al snel leerden de directe confrontatie met de zware tank te vermijden. Met artillerie en stoottroepen probeerde men de oprukkende Char B1 bis' zo veel mogelijk op de dikke huid te zitten, totdat de Fransen tegen de avond moesten terugvallen met achterlating van veel materieel dat door mechanische storingen uitgevallen was. De divisie zou zich de volgende dagen steeds verder moeten terugtrekken, snel in omvang krimpend.

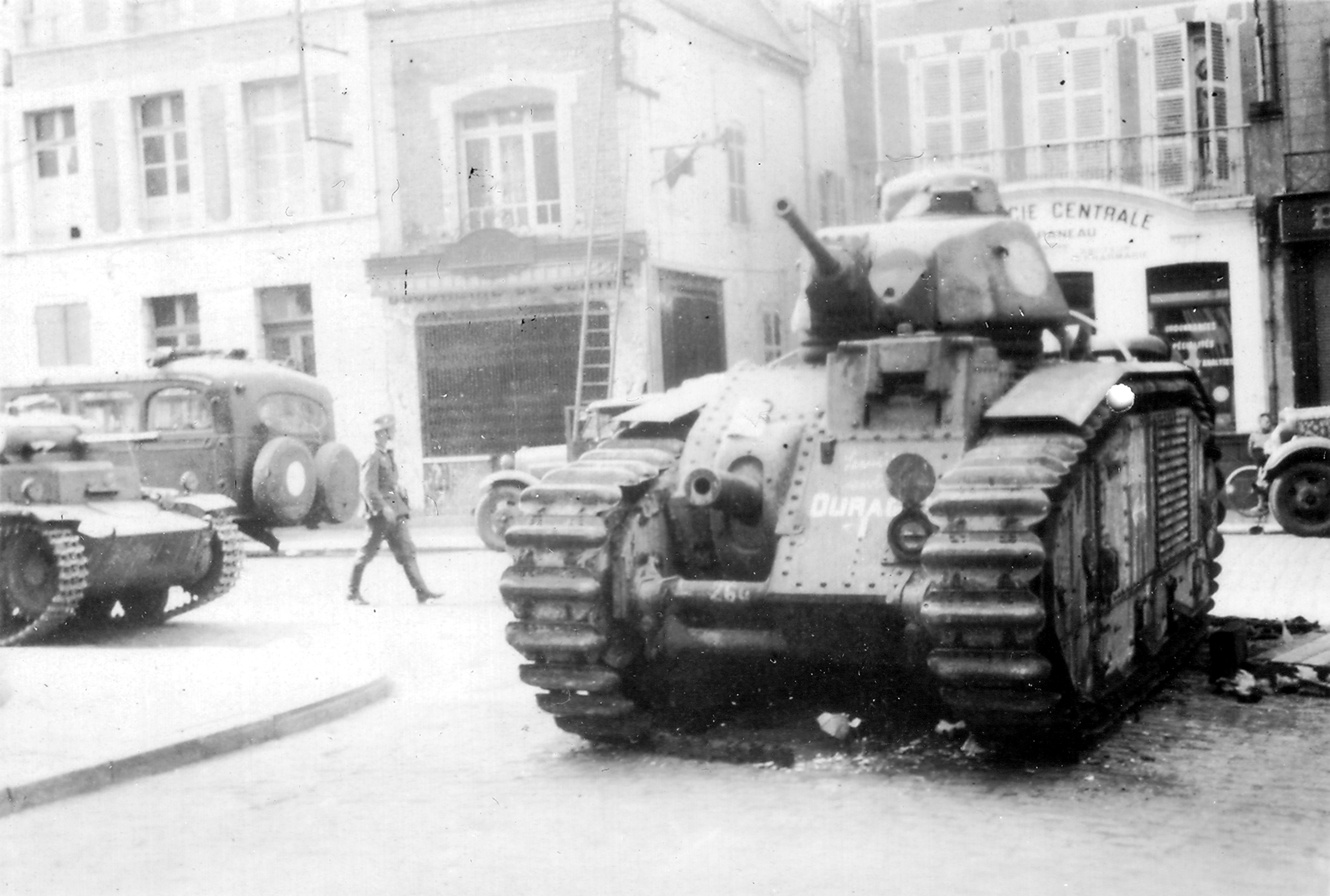
N° 260 Ouragan, 3e sectie, 1e compagnie, 8e BCC van 2e DCR, hier achtergelaten in Guise

Dezelfde dag zette Gamelin ook 2e DCR, met 64 Char B1 bis', tegen de Duitse "pantserwig" in maar de divisie liet zich op 16 mei in haar ontplooiingsgebied door de snelle Duitse opmars verrassen en werd in tweeën gesplitst; de twee helften zouden in kleine groepjes tegen de flanken van de Duitse opmars opereren, waarbij ze vele lokale successen boekten maar geen strategische resultaten wisten te behalen.
Ook op 15 mei werd als noodmaatregel een vierde pantserdivisie van de Infanterie geformeerd, de 4e DCR, waarvan de oprichting eigenlijk pas voor juli op het programma stond. Hiervoor gebruikte men de twee Bataillons de Manoeuvre in opleiding. Het 46e BCC was al op volle sterkte met 35 tanks; het 47e BCC had er pas 23. De 58 zware tanks werden aangevuld met een allegaartje aan eenheden en materieel, waaronder de Char D2 en de Renault R35 maar ook Cavalerietroepen met de Panhard 178-pantserwagen en de SOMUA S35. Numeriek werd het zo toch nog een zeer sterke divisie maar veel verband zat er niet in wat ook de energieke leiding door kolonel Charles de Gaulle niet kon compenseren. De divisie opereerde tegen de zuidflank van de Duitse opmars met aanvallen op 17 en 19 mei die weinig opleverden en was daarna betrokken bij pogingen op de Duitse bruggenhoofden over de Somme bij Amiens en Abbeville te reduceren. Hierbij vervulde de Char B1 bis eindelijk met succes zijn oorspronkelijke rol als doorbraaktank en wist de Duitse infanterie op de vlucht te doen slaan voor de französische Riesenpanzer maar opnieuw was het strategisch effect gering; de aanvallen liepen op den duur stuk op dieperliggende 88 mm FLAK-batterijen die zich toen al als gevreesd antitankwapen deden gelden, hoewel ze zelf kwetsbaar bleken voor vuur van de 75 mm houwitser van de Char B1 bis.

### Fall Rot
Na het vernietigen of verdrijven van de ingesloten geallieerde troepen in Vlaanderen begonnen de Duitsers op 5 juni 1940 aan een tweede operatie om Frankrijk als geheel te verslaan: Fall Rot. Bij het afweren van deze aanval zouden de Divisions Cuirassées geen al te grote steun meer kunnen bieden. Heel 1 DCR en de helft van 2 DCR was verloren gegaan en de nog bestaande eenheden hadden grote verliezen geleden. Op 5 juni had 2 DCR nog een sterkte van zes Char B1 bis', 3 DCR had er 36, 4 DCR acht, tezamen vijftig uit een oorspronkelijke sterkte van 259.
Het Franse opperbevel deed zijn best de troepen zo veel mogelijk te versterken. Uit de bestaande materieelreserve en nog te produceren tanks zouden tot 25 juni 144 Char B1's of Char B1 bis' beschikbaar komen. Het meest voor de hand liggende, met die tanks de bestaande eenheden weer op krachten brengen, kon niet eenvoudig worden uitgevoerd: die misten daarvoor de getrainde bemanningen en aan het front staand waren ze niet de juiste plaats om nieuwe aanvullingseenheden te vormen. 2 DCR kreeg drie voertuigen aanvulling, 4 DCR elf — dit laatste pas op 13 juni. Op de thuisbases van de vernietigde eenheden was echter altijd wel wat achtergebleven personeel te vinden: dat van 1 en 2 DCR had op 18 mei al op eigen initiatief een geïmproviseerde compagnie opgericht met gerepareerde tanks; daarmee vocht men bij de Aisne totdat ook dit groepje vernietigd was op 24 mei. Op 30 mei kwam het bevel tot de heroprichting van 1 DCR; daartoe kreeg men 34 tanks om 28 BCC opnieuw te vormen. Van die divisie werd van het 37e BCC de derde compagnie ook weer gevormd; die vocht echter apart met zeven gerepareerde tanks en vijf oude Char B1's, dus van de oorspronkelijke serie van 34. Daarnaast richtte men vijf kleine zelfstandige eenheden, Compagnies Autonomes de Chars de Combat, op. De 347e CACC kreeg drie Char B1 bis' en twaalf Char B1's; de 348e, 349e en 352e CACC ieder tien gloednieuwe tanks; pas op 7 juni werd de laatste van die compagnies gevormd. De overblijvende Char B1's moesten volgens een bevel van 6 juni een materieelreserve vormen waarbij er twee aan iedere eenheid werden toegevoegd maar er zijn geen aanwijzingen dat hieraan ook uitvoering is gegeven. Dat alles laat nog 29 tanks onbesproken; de meesten daarvan werden op nadering van de Duitsers uit de fabrieken geëvacueerd naar het zuiden. Het is meestal niet duidelijk of ze nog aan de gevechten hebben deelgenomen; van zes is bekend dat ze op 21 juni, slechts een paar dagen voor de wapenstilstand, samen met twee gerepareerde tanks door het 10e BCC in gebruik zijn genomen, een Renault R35-bataljon dat al zijn oorspronkelijke tanks had verloren en op dat moment deel uitmaakte van de Armée des Alpes.
Het Franse opperbevel had ondertussen de waarde van het concentreren van de krachten wel ingezien, doch het was al te laat: bij de versnipperde tegenaanvallen tussen 15 mei en 4 juni was het merendeel van de tanks die men voor een krachtige pantserreserve had kunnen gebruiken, verloren gegaan. Weliswaar richtte men op 5 juni nog een tweede pantserkorps op, de 2e Groupement Cuirassé waaraan ook 3 DCR werd toebedeeld, maar de vlag kon de lading niet dekken: Frankrijk wist toch nog 1190 moderne tanks in de strijd te werpen maar het leeuwendeel daarvan bestond uit typen met te weinig vuurkracht. Een zekere samenballing van krachten gelukte echter: na 5 juni bij de Somme en in mindere mate na 9 juni bij Aisne, voerde men enkele tegenstoten op de oprukkende Panzerdivisionen uit. Lokale successen leidden echter hoogstens tot wat vertraging van de Duitse opmars en door gevechtsverliezen en hoge mechanische slijtage tijdens de terugtocht was de sterkte van de meeste Char B1-eenheden nog voor 25 juni tot nul gereduceerd.

### In Duitse hand
Anders dan de Hotchkiss H35 en de Renault R35 was de Char B1 bis nooit door de Fransen geëxporteerd, er waren daartoe ook geen serieuze plannen geweest. Na de val van Frankrijk zou het type echter toch door een ander leger in dienst worden genomen: de Duitsers hadden 161 voertuigen buitgemaakt die in een herstelbare toestand waren. Hoewel de wat trage tank niet heel goed paste bij de Duitse tactieken, konden ze het zich door een chronisch tekort aan gevechtsvoertuigen niet veroorloven hem niet te gebruiken.

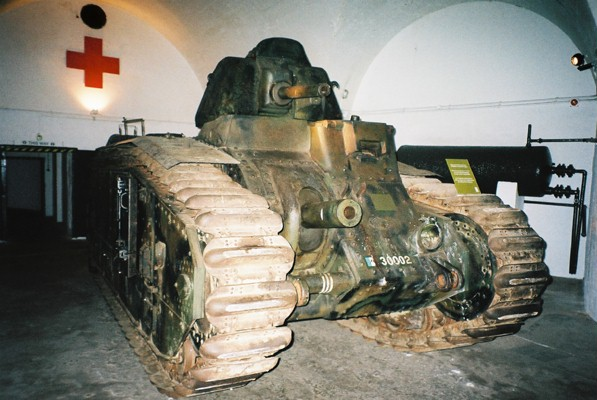
Een door de Duitsers gemodificeerde tank, als voertuig 114 ingezet door 213. schw. PzAbt en nu in het bezit van het Bovington Tank Museum, hier tijdelijk tentoongesteld in Jersey

Sommige voertuigen werden als reguliere gevechtstank ingezet, vaak na kleine modificaties, zoals het aanbrengen van een Duitse radio, extra pantser boven de houwitser en een luik in het commandokoepeltje: het type noemde men Panzerkampfwagen B-2 740 (f). Eén voertuig werd omgebouwd tot instructietank voor de rijopleiding door de koepel en een deel van de bovenplaten te verwijderen. Veel van deze Char B1's bleven in Frankrijk maar de 213. schwere Panzerabteilung die het type ook gebruikte, was deel van de bezettingsmacht op de Kanaaleilanden. Een aantal werd ingezet aan het oostfront: in juni 1943 waren er daarvan nog 81 in de sterkte aanwezig, in februari 1945 nog veertig. Ook op de Balkan werd het type gebruikt.
Zestig voertuigen werden omgebouwd tot vlammenwerpers, de Flammwagen auf Panzerkampfwagen B-2 (f). Een speciaal bataljon, de Panzerabteilung (F) 102, bestaande uit twee compagnies, werd op 20 juni 1941 opgericht en met 24 vlammenwerpertanks uitgerust; daarnaast waren er ook zes reguliere tanks in de eenheid. De eigenlijke Koebe vlammenwerper was ingebouwd op de plaats van de 75 mm houwitser en de pomp werd aangedreven door een extra motor die oorspronkelijk ontwikkeld was voor de aandrijving van een motorfiets. Boven de vlammenwerper werd een nieuw richtvizier aangebracht, de Fahrersehklappe 50, dat net als het oorspronkelijke gebruikt moest worden door de bestuurder. Achterop bevond zich een grote extra brandstoftank beschermd door 30 mm pantserplaten om de vlammenwerper te voeden. De eerste 25 conversies waren in maart 1941 besteld, maar de productie hiervan begon pas in november 1941. Een tweede bestelling van 35 stuks deed het werk uitlopen tot juni 1942.
Een laatste ombouw betrof die tot gemechaniseerde artillerie: zestien voertuigen werden in 1942 omgebouwd tot de 10,5 cm leFH18/3 (Sf) auf Geschützwagen B-2(f) door het aanbrengen van een open 20 mm kazematopbouw met een 105 mm houwitser op de plaats van de toren. De romphouwitser werd verwijderd. Het geschut zat wat krap: het kon 15° naar links en rechts bewegen en had, een groter nadeel, een elevatie van slechts 20°. Er kon een munitievoorraad van 42 granaten worden meegevoerd.

### Italiaans bezit
Acht van de laatste Char B1 bis die geproduceerd werden — op sommige kon zelfs geen toren meer worden aangebracht — werden na de wapenstilstand verborgen in een grot bij Les Baux-de-Provence. Een Italiaanse arbeider die betrokken was geweest bij het volstorten van de ingang van de grot meldde het gebeuren echter aan de Commission d'Armistice Italienne pour la France, de Italiaanse commissie die het naleven van de wapenstilstandsvoorwaarden, welke Frankrijk het bezit van tanks verboden, moest controleren. Op 16 oktober werden de voertuigen aan de Italianen overgedragen die ze naar hun eigen land transporteerden. Behalve in wat proefnemingen schijnen ze daar verder niet gebruikt te zijn.

### Na de bevrijding
Na de bevrijding van Frankrijk in 1944 werd een klein aantal weer op de Duitsers heroverde Char B1's door de Fransen in de strijd gebruikt. Op 7 oktober 1944 werd het 13éme Régiment de Dragons opgericht, waarvan het tweede eskadron negentien Char B1 bis bezat, alle voertuigen van het type die nog bruikbaar waren, waaronder door de Duitsers gemodificeerde en zelfs Flammpanzer. De eenheid, gelegerd bij Orléans, werd ingezet bij aanvallen op belegerde Duitse garnizoenen van havensteden, waarvoor het zware type nog wel bruikbaar was. Tussen 15 en 17 april 1945 hielp men bij het bevrijden van Royan. Tussen 29 april en 8 mei werd La Rochelle aangevallen. Na de oorlog werd de eenheid toegewezen aan de 3e Pantserdivisie, waarna zij in april 1946 werd ontbonden.

## Heden
Tegenwoordig bestaan er nog negen Char B-voertuigen: een van het type Char B1 en acht van de Char B1 bis.
De laatste Char B1 is nu in handen van de Association pour la Sauvegarde du Patrimoine Historique et Militaire (ASPHM), in La Wantzenau bij Straatsburg. Het werd als wrak bewaard bij het Fort de Seclin en heeft nog gediend als schietdoel. Vele onderdelen ontbreken maar de vereniging heeft de intentie het voertuig op te knappen.
Van de acht Char B1 bis bevindt zich er één in het Bovington Tank Museum, te Engeland. Het draagt de meeste Duitse modificaties. Drie behoren tot de collectie van het Musée des Blindés in Saumur: de Flandres is rijdend gemaakt, de Rhône, opgebouwd uit de resten van verschillende wrakken en voorzien van een APX1 CE-toren van een SOMUA S35, is deel van de vaste tentoonstelling, een derde, na de oorlog omgebouwd tot mijnenroller, is in opslag.
Een volgend voertuig, een gerestaureerd wrak, is nu een monument bij Stonne. De ASPHM bezit ook een Char B1 bis uit het Fort de Seclin, uit dezelfde omstandigheden gered als de Char B1. Twee voertuigen zijn monument op de basis van het 501st-503rd Régiment de Chars te Mourmelon-le-Grand; een daarvan is overgenomen van een kazerne te Gien van het Entrepôt Réserve Générale Matériel Engins Blindés, de materieelopslag.
Daarnaast bestaan er verschillende gedeeltelijke wrakken, waaronder dat van de Bournazel waarvan slechts de onderkant van de romp over is.